# Pere Joan Barcelo
Pour les articles homonymes, voir Barcelo.
Pere Joan Barcelo, plus connu sous le sobriquet de Carasquet (en catalan Pere Joan Barceló i Anguera et en castillan Pedro Juan Barceló ou Pedro Barceló), né à Capçanes, Province de Tarragone en 1682 et mort à l'île de Reinach, Alsace le 4 septembre 1743, est un guérillero et militaire catalan exilé à Vienne, archiduché d'Autriche.
Patriote, il a consacré sa vie à s'opposer, par les armes, à la suppression des institutions catalanes et à tenter vainement de les restaurer en participant à tous les conflits européens majeurs de la première partie du XVIIIe siècle contre la dynastie Bourbon. Sa lutte l'a mené d'Espagne en France, puis en Italie et finalement en Europe centrale.
Commençant sa carrière comme aspirant fusilier, c'est-à-dire en tant que membre de troupes irrégulières austrophiles combattant dans les montagnes d'El Priorat en Catalogne, il la termine sur le champ de bataille d'une île de la rive française du Rhin, en face de Vieux-Brisach. À cette époque, il est colonel de l'armée régulière de l'impératrice Marie-Thérèse d'Autriche. À l'âge de 61 ans, il est enterré à Vieux-Brisach où les honneurs militaires lui sont rendus.
Son surnom de "Carasquet" (Carrasquet ou Carrasclet en catalan) vient de la carrasca (es) qui est une variété de chêne vert commune dans les pays catalans, à cette époque.
Ce fils d'un humble charbonnier est élevé au grade de colonel à Perpignan par le duc de Berwick, maréchal du roi Louis XIV de France, avant de se voir offrir un domaine en Hongrie et d'être anobli Pere Joan Barceló de Carrasquet (ou plus vraisemblablement Don Pietro Barsalo y Carasquet) en Autriche par l'empereur Charles VI du Saint-Empire. Restés un mystère pendant plus de deux siècles, les derniers moments de la vie de cette figure historique catalane ont été (re)découverts en 2002.

## Biographie

### Histoire orale
La première moitié de la vie de Pere Joan Barcelo, de la naissance à l'exil de 1720, est principalement rapportée par ses opposants franco-espagnols bourbons, c'est-à-dire par les acteurs de la répression catalane philippistes et les officiers du duc d'Orléans (régent de l'infant Louis XV). Tandis que la deuxième moitié de son existence, de l'arrivée à Vienne en 1721 à la mort, est essentiellement narrée par les archives de guerre autrichiennes et les chroniques d'un historien contemporain et compatriote, Francisco de Castellví (ca) (1682-1757), catalan de Montblanc exilé à Vienne en 1726, qui sont publiées dans les quatre tomes des Récits historiques (Narraciones históricas) conservés aux archives nationales de Vienne (Haus-, Hof- und Staatsarchiv).
Utilisant une méthode relativement « moderne » pour l'époque, Francisco de Castellví s'est entretenu avec Carasquet à plusieurs reprises, ainsi qu'avec plusieurs autres belligérants de la guerre, et a consigné par écrit cette histoire orale. Certaines longues descriptions de Carasquet sont vraisemblablement extraites d'une documentation basée sur un témoignage transmis, à la première personne, par le protagoniste lui-même.

### Famille

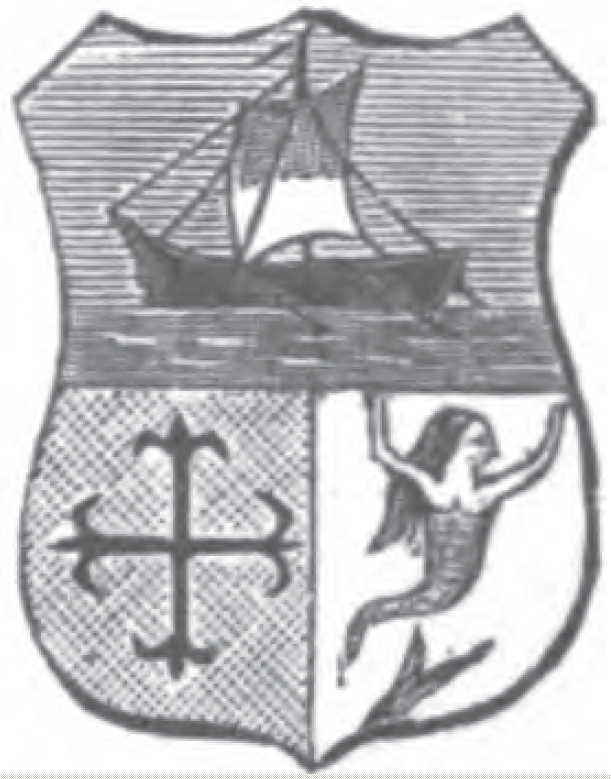
Armoiries de Barceló; branche de Tarragone, Catalogne.

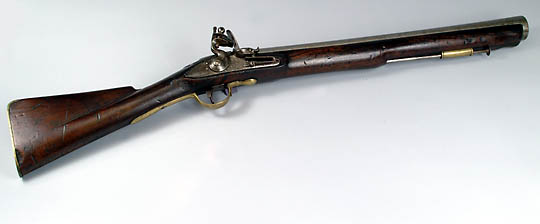
Le tromblon (trabuc en catalan) est l'arme des trabucaires (lit. « fusiliers »). Pere Joan Barcelo est souvent représenté avec cette arme à la main.

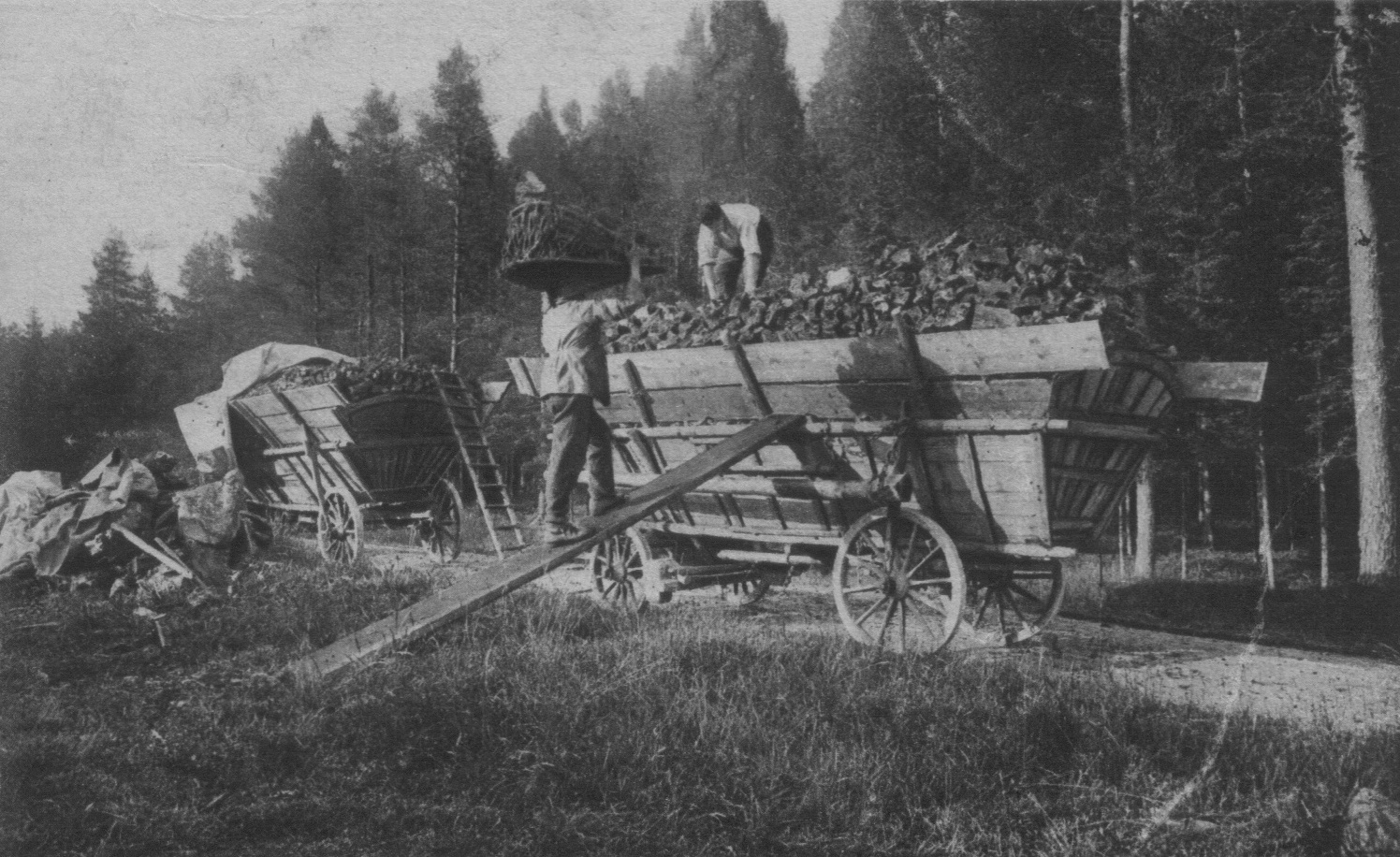
Travail du charbon végétal dans la forêt de Bavière vers 1900.

À en croire l'historien Agustí Alcoberro (es), l'engagement du jeune Joan Pere Barcelo qui, bien qu'illettré, s'engage dans la guérilla anti-bourbonienne un an après la défaite catalane de 1714 et au terme de 80 ans de guerre quasi ininterrompue, c'est-à-dire dans un conflit politique, peut s'expliquer par le ralliement de sa famille au camp des « Austrophiles » (en catalan Austracistes ou Carlistes, lit. "Charlistes"). Ce terme désigne les espagnols - la plupart sont catalans - partisans de l'archiduc d'Autriche Charles VI du Saint-Empire (maison Habsbourg) durant la guerre de succession (1701-1714). L'armée austrophile (exèrcit austracista) lutte contre les troupes franco-espagnoles du Duc d'Anjou Philippe V de France (maison Bourbon), petit-fils du roi français Louis XIV et prétendant au trône hispanique. Lors de l'entre-deux-guerres (1714-1718), les guérilleros sont aux prises avec les forces de l'ordre.
Francisco "Francesc" Barcelo (né à Capçanes, guérillero, charbonnier de métier) est capitaine de fusiliers (fuseller), soit un soldat irrégulier de l'armée austrophile; il est tué par les forces bourbonnes à Móra d'Ebre (province de Tarragone, principauté de Catalogne) durant la guerre de succession. Son épouse, Esperanza Anguera, est originaire de Marçà, commune située au nord-est, au pied du Piémont pyrénéen. Le couple installé dans un village voisin, au sud, à Capçanes, comarque d'El Priorat, a deux fils.
L'aîné des Barcelo i Anguera est prénommé comme son père Francesc et est aussi officier de fusilier avec le grade de lieutenant (tinent). Exilé en Autriche comme son frère, il meurt à Vienne. Le cadet, Pere Joan, est aspirant (alférez) fusilier au début de la guerre de succession qu'il termine en tant que capitaine. Quelque temps après la naissance de celui-ci, le couple hérite d'une ferme à Marçà où la famille s'établit. D'origines populaires, les membres de cette famille sont des charbonniers tirant leurs revenus de l'exploitation du charbon de bois. Une partie importante de cette activité économique consiste à passer plusieurs mois en forêt où une sorte de four est aménagé pour y recevoir le chêne vert qui, une fois noirci, détient des caractéristiques proches du charbon. Le produit de ce travail est ensuite revendu dans les villages environnants.
Il s'agit donc d'une famille aux moyens humbles et de classe laborieuse. Cette situation sociale n'empêche pourtant pas l'ascension de Carasquet au titre de colonel impérial, bien qu'il soit analphabète, ce qui constitue un des rares exemples d'accès à ce grade d'officier dans de telles conditions. Ceci peut vraisemblablement s'expliquer par un manque de culture et de formation compensé par de l'habileté et du charisme, l'historien - et membre de la noblesse - Francisco de Castellvi, qui a été à son contact, en fait ainsi l'éloge : « malgré ses manières grossières, il avait un comportement comme noble ».
Durant la période de guérilla et de répression, Esperanza, la mère de Pere Joan Barcelo est enlevée à plusieurs reprises par l'armée espagnole qui, l'utilisant comme objet de chantage, tente ainsi de forcer le guérillero à quitter le maquis et à se rendre aux autorités philippistes. Le 23 juillet 1709, Pere Joan épouse Josepha "Pepeta" Figueres, native de Marçà où le couple vit avant l'exil.

### Guerre de Succession d'Espagne (1701-1714)

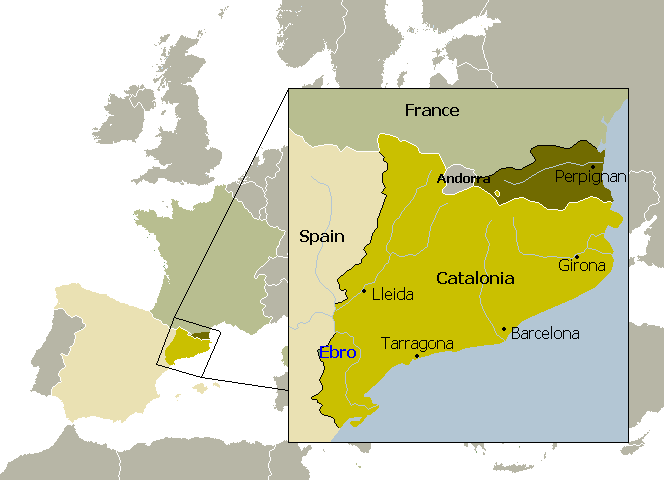
Carte de la Catalogne après le traité des Pyrénées. En 1659, le versant des Pyrénées-Orientales (Roussillon) est annexé à la France par Louis XIV.

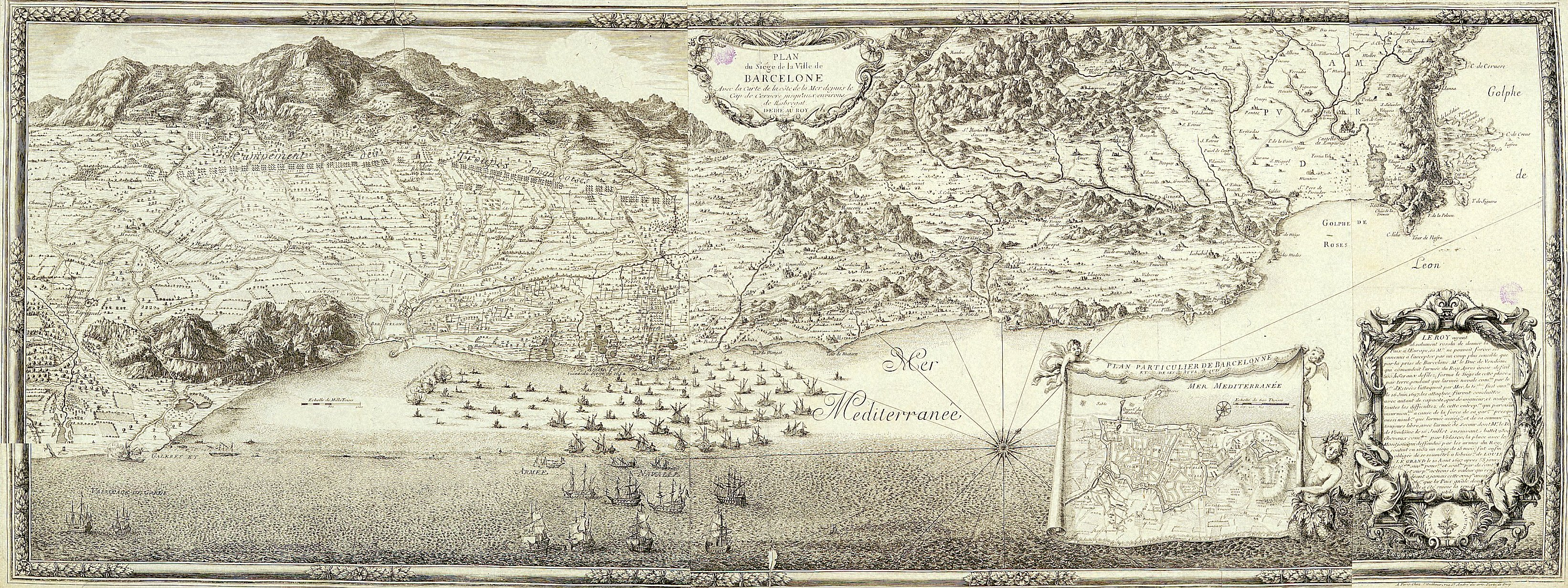
En 1697, Louis XIV assiège Barcelone et conquiert la Catalogne. Il les rend la même année avec le Traité de Ryswick.

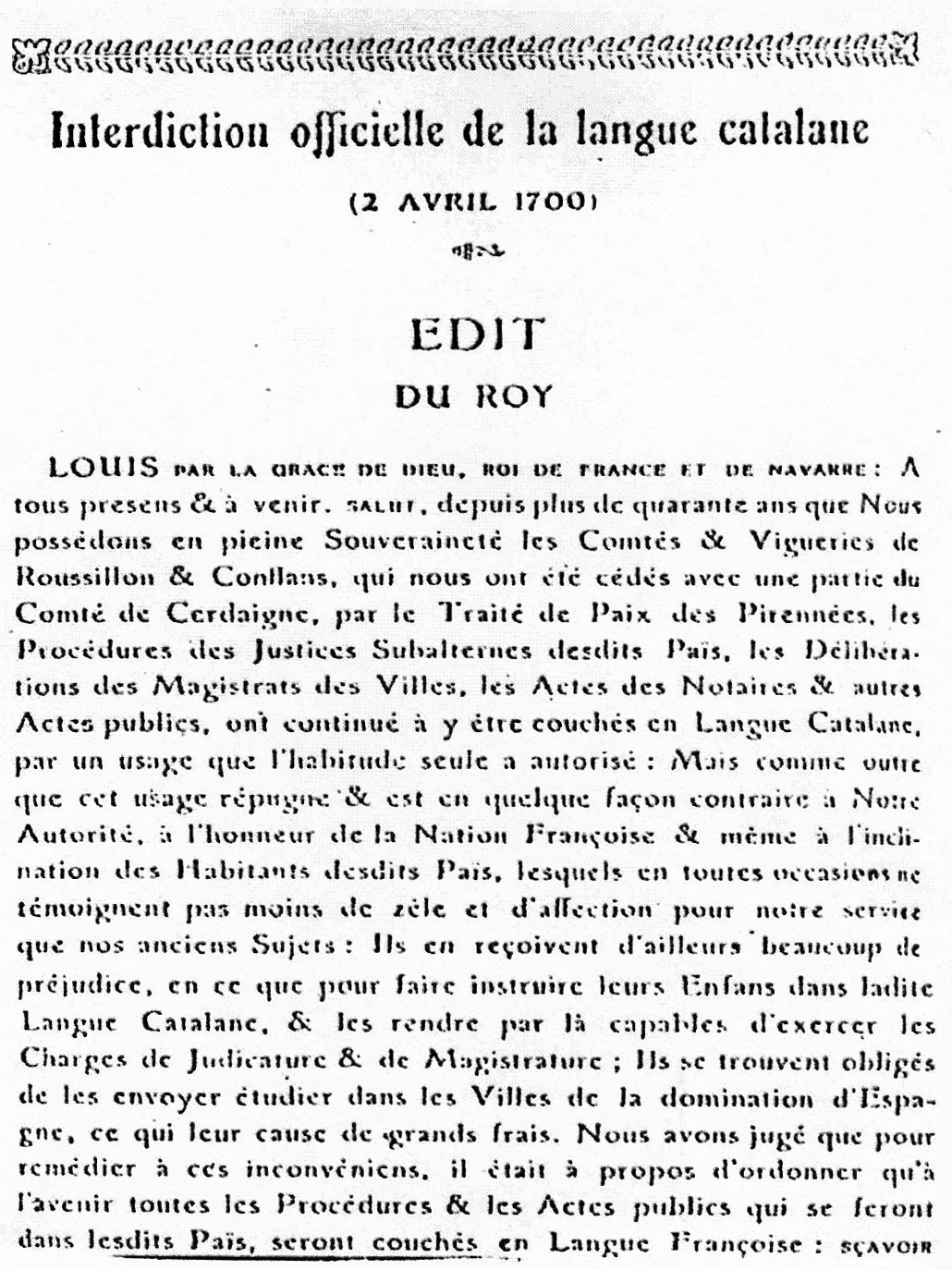
« Interdiction officielle de la langue catalane », édit de Louis XIV, 2 avril 1700.

#### Les enjeux catalans
Le 1er novembre 1700, Charles II (dernier membre de la maison de Habsbourg en Espagne), roi de Castille, roi de Naples et comte de Barcelone meurt sans descendance; cet évènement précipite l'Espagne dans une guerre de succession.
Non seulement la Castille est affectée mais c'est également le cas de la Confédération Catalano-Aragonaise, plus connue sous le nom de couronne d'Aragon, à laquelle appartient la principauté de Catalogne. Jusqu'à la mort de Charles II, chacune des deux entités maintenaient parfaitement distinctes ses institutions d'autogouvernement et sa propre constitution. La proclamation du règne de Philippe V, duc d'Anjou et fils de Louis XIV (maison Bourbon), comme successeur de Charles II, par la Castille est accueilli avec réserves par la Principauté car est encore présent dans la mémoire collective catalane le siège de Barcelone par l'anticatalaniste Louis XIV trois ans auparavant (guerre de la Ligue d'Augsbourg). La Catalogne et Barcelone avaient été prises par l'armée française puis rendus en 1697 par le traité de Ryswick. Le 2 avril 1700, par édit royal, le monarque bourbon interdit l'usage de la langue catalane, dans le Roussillon, à laquelle doit se substituer la langue nationale, le français. Louis XIV s'éteint le 1er septembre 1715, son arrière-petit-fils, l'infant Louis XV, lui succède à 14 ans le 15 février 1723, la régence est assurée par son grand-oncle, Philippe d'Orléans.
La Principauté nourri également du ressentiment vis-à-vis de la Castille qui à travers, un autre anticatalaniste, le comte-duc d'Olivares et son imposition de la contestée Union des Armes provoque en retour le soulèvement de la Catalogne (1640-1659). Ce conflit prend fin avec le traité des Pyrénées de 1659 qui se traduit par une perte territoriale pour cette dernière avec l'annexion définitive du Roussillon et de la moitié du comté de Cerdagne à la France.
Remise en cause aux XVIIe et XVIIIe siècles par les guerre du Roussillon et guerre d'indépendance espagnole, la question de ces territoires perdus par la Catalogne perdurent, au XXIe siècle, à travers le nationalisme catalan ou pancatalanisme. En effet, les catalanistes continuent de revendiquer ces terres, qu'ils nomment la « Catalogne Nord », et qui leur sont nécessaires à l'avènement de l'État-Nation catalan. Le guérillero patriote catalan Pere Joan Barcelo représente, de fait, un symbole fort pour les quelques groupuscules pancatalanistes et indépendantistes qui prônent la lutte armée ; tandis que la dynastie monarchique régnant en Espagne, et donc sur la communauté autonome catalane, est toujours celle des Bourbons.

#### Habsbourg contre Bourbon
Pere Joan Barcelo commence la guerre anti-bourbonienne, aux côtés de son père capitaine et de son frère lieutenant tous les deux officiers Miquelet, nom donné en Catalogne aux corps irréguliers des Fusellers de Muntanya (Fusiliers de Montagne), tandis que lui-même a le grade d'aspirant. Durant le siège de Barcelone par le maréchal de Berwick, commandant les forces bourbonnes composées de 2/3 de Français et 1/3 d'Espagnols, qui se prolonge du 25 juillet 1713 au 11 septembre 1714, Pere Joan Barcelo participe à des escarmouches en divers endroits de la Catalogne dans l'objectif d'alléger la pression des assiégeants sur la capitale de la Principauté.
Le 11 septembre 1714, la chute de Barcelone scelle la défaite des Habsbourg et marque le début du règne de Philippe V en Catalogne. En 1714, la Principauté (1475-1714) vaincue est entièrement annexée à la Castille, puis c'est au tour de Majorque qui fait alors partie des Pays catalans (conjunt dels Països Catalans) jusqu'à sa chute et le décret de Nueva Planta du 28 novembre 1715. Démobilisé, Pere Joan Barcelo, dont le père est mort au combat à Móra d'Ebre, bénéficie d'une grâce, comme le veut la coutume française, et se retire ayant fait vœu d'une vie laborieuse dans la comarque d'El Priorat; avant de revenir sur sa décision.

#### Le traité de Rastatt

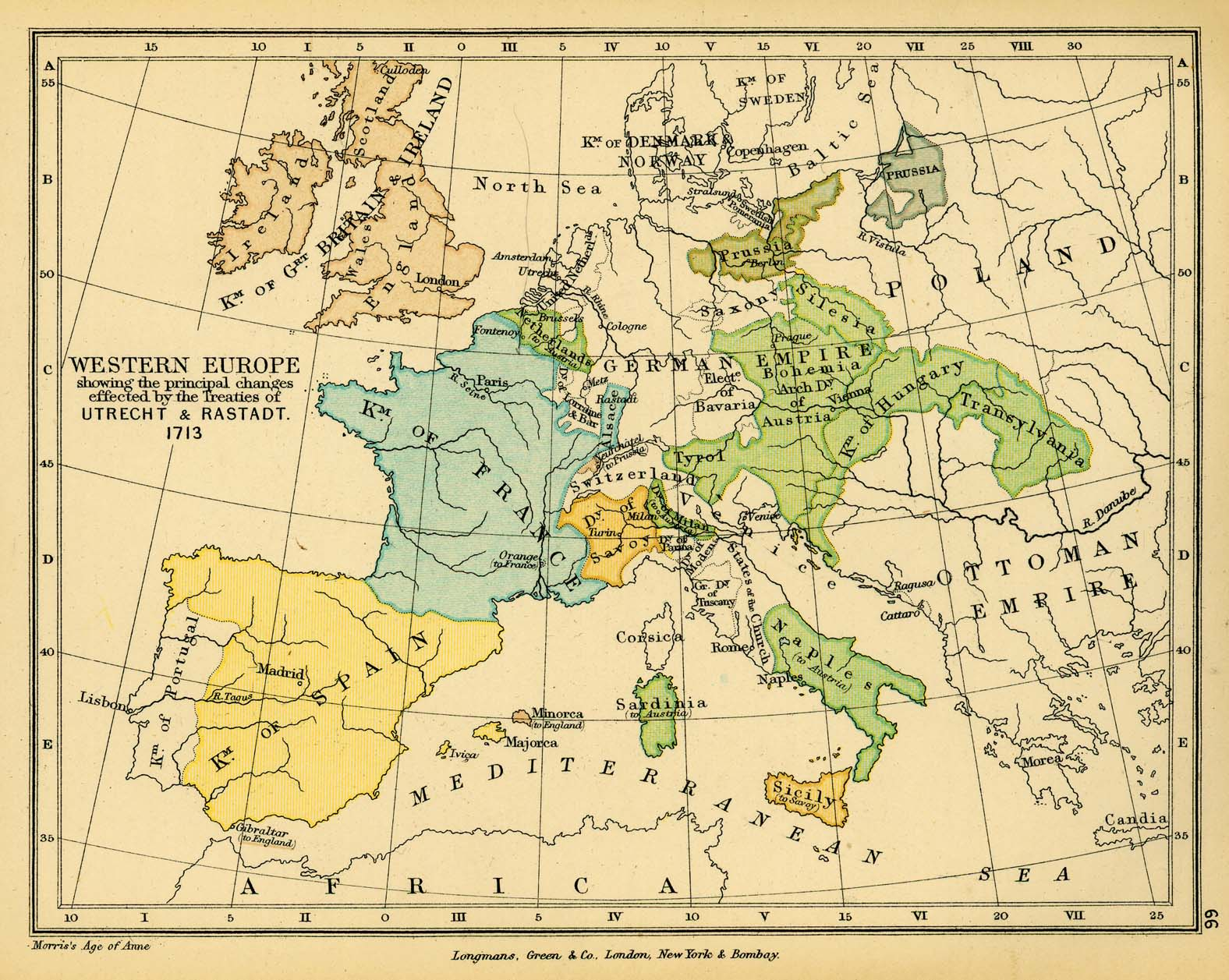
Carte montrant les principaux changement entre le traité d'Utrecht et celui de Rastatt en 1713.

Le 6 mars 1714, le traité de Rastatt (amendé le 7 septembre 1714 par le traité de Baden (1714)) met officiellement un terme à la guerre de succession espagnole entre les prétendants du royaume de France et du Saint-Empire romain germanique. Charles VI se voit reconnaître la possession des Pays-Bas espagnols (augmentés des villes de Tournai, Ypres, Menin et Furnes) et en Italie celle de Naples, Milan, des présides de Toscane et de la Sardaigne. Louis XIV conserve en Allemagne Landau in der Pfalz, Strasbourg et l'Alsace mais cède les villes de Vieux-Brisach, Kehl et Fribourg-en-Brisgau.

### Guérilla anti-bourbonne (1715-1718)

#### Les décrets de Nueva Planta
Le 16 juin 1716, le nouveau roi Philippe V signe le volet catalan des décrets de Nueva Planta, ensemble de textes juridiques basés sur le modèle d'État unitaire français, qui mettent fin aux Constitutions catalanes et Usages de Barcelone. En application, la langue castillane supplante le catalan comme langue administrative de la justice de la Principauté. L'ensemble de ces décrets concerne les territoires de la Couronne d'Aragon (Valence, Majorque et Catalogne) et vise à l'uniformisation avec ceux de la Castille dans le dessein de créer la nation espagnole; sur le modèle unitaire français.

#### Carasquet

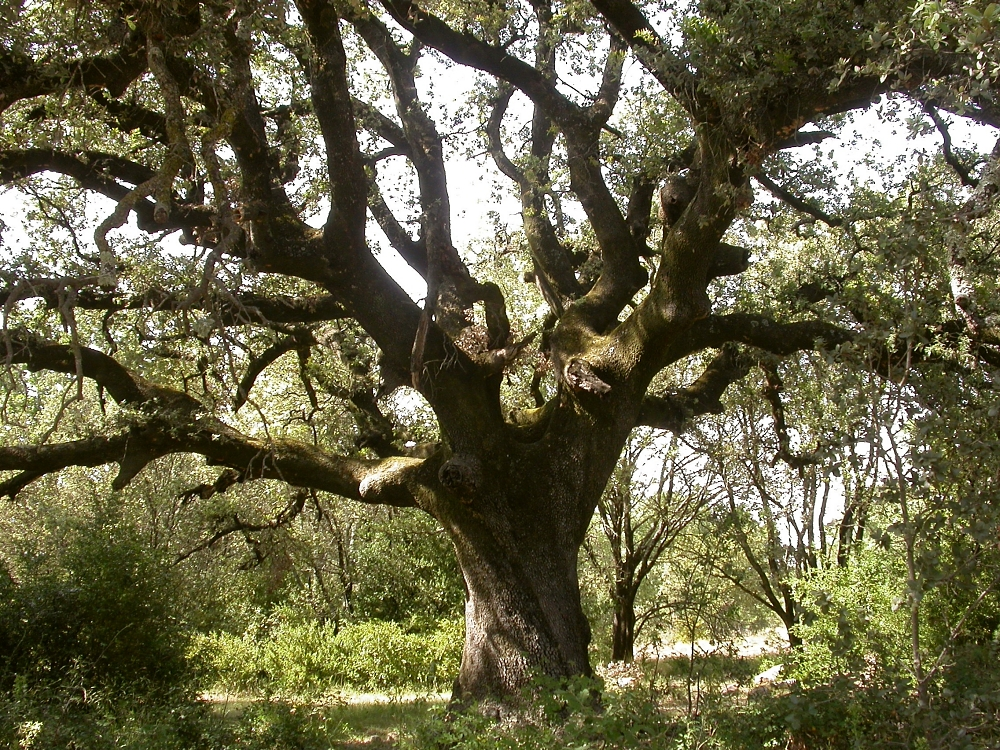
Un Quercus ilex rotundifolia (carrasca en catalan) à Saint-Martin-de-Londres, au nord de Montpellier, Languedoc-Roussillon.

Selon l'historien Agustí Alcoberro (es), la guerre étant officiellement terminée, 1714 commence une période de répression contre les partisans de la maison d'Autriche qui résulte, sur une « résistance intérieure » et sur un exode vers la France et au-delà des Pyrénées. L'historien Oriol Junqueras donne une estimation des exilés de 1714, soit environ 30 000 catalans (8 % de la population totale), qu'il met en parallèle avec ceux de 1939, de l'ordre de 300 000 (10 %) ; son homologue Alcoberro confirme ces pourcentages tout en faisant valoir que la population exilée n'est pas exclusivement de Catalogne car elle contient des migrants qui sont des réfugiés ayant fui la répression (exécution, confiscation de biens, renversement des symboles, exil) dans leurs provinces d'origine.
Toujours selon l'analyse historique d'Alcoberro, les motivations des austrophiles en 1714 peuvent se comprendre par la perspective selon laquelle la situation n'est pas immuable mais est au contraire « réversible ». Un « changement favorable dans la conjoncture internationale » serait susceptible d'obtenir la destitution du nouveau monarque Philippe V et de revenir à la situation antérieure, jugée plus favorable aux Catalans, sous le règne des Habsbourg. Ceci expliquerait pourquoi une partie des austrophiles choisit la guérilla (lutte comparable à celle des maquis de 1939 d'après l'historien Oriol Junqueras), comme moyen de prolonger le conflit en se regroupant en bandes (partidas) qui tirent parti de la végétation et du relief de la Catalogne. Combinant montagnes et forêts (les cordillères prélittorale et littorale), cette géographie particulière est propice aux embuscades puisqu'elle avantage les guérilleros dans leurs déplacements en leur permettant de passer inaperçus, de dissimuler leur présence ou de s'y retrancher après une escarmouche.
L'espèce la plus emblématique de cette végétation est une variété abondante de chêne vert, en latin le Quercus ilex rotundifolia et en catalan la carrasca (ou carrasque, voire carrascle), d'où tire son surnom le guérillero Carasquet (en catalan "Carrasquet" ou "Carrascot" puis par déformation "Carrasclet") et le « soulèvement des Carrasclets ». Ce chêne vert qui produit des fruits infects est employé à l'époque dans la production de charbon de bois, notamment par les membres de la famille de Pere Joan Barcelo, qui sont déjà des carrasquets, c'est-à-dire des charbonniers exploitant la carrasca.

#### La bande des Carasquets

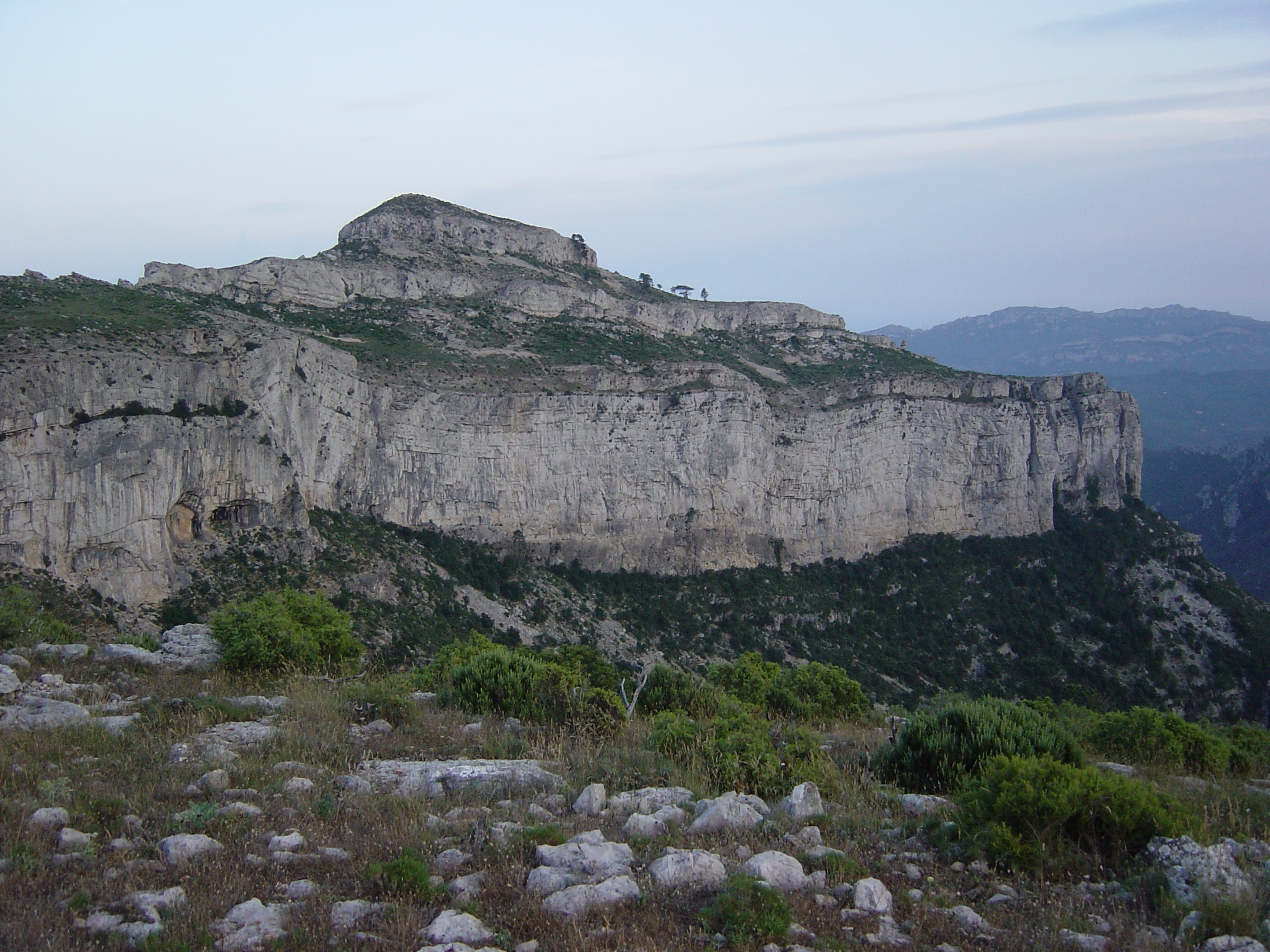
Le mont Redon (862 m d'altitude) dans la serra de Llaberia.

En tout, le capitaine Carasquet est emprisonné deux fois par les philippistes mais parvient à s'échapper dans la serra de Llaberia (ca) aux escarpements calcaires caractéristiques du terroir. Depuis cette cordillère il crée un maquis et poursuit la lutte avec un nombre réduit de guérilleros.
Le capitaine Barcelo étant connu sous le sobriquet de Carasquet (Carrasclà ou Carrasclet), ses partisans étaient surnommés par extension les Carasquets (ou Carrasclets) ou bien encore la « Bande des Carasquets » (en catalan Partida dels Carrasquets). De fait, le nom de « Bandes des Charbonniers » (en allemand die Banden des Carbonetto, die Bande des Carbonetto ou Carbonettos Schar) a été conservé pour désigner les compagnies de Carasquet durant la campagne de Naples de 1734,.

### Guerre de la Quadruple-Alliance (1718-1720)

#### Le traité de Londres
Le 2 août 1718, marque la date du traité de Londres. Après la mort de Louis XIV, Philippe V, sous l'impulsion d'une part de la reine Élisabeth de Parme qu'il a épousée en 1714 et qui recherche des règnes pour ses fils, et d'autre part de son conseiller l'influent cardinal Alberoni, entreprend de récupérer les anciens territoires italiens qui ont fait partie de la Couronne d'Aragon.
Ce faisant, le monarque bourbon d'Espagne s'aliène les grandes puissances européennes y compris son allié la France, alors gouvernée par le régent, qui venait de guerroyer pour l'imposer sur le trône de Castille et d'Aragon durant la guerre de Succession d'Espagne.

#### Les miquelets de France

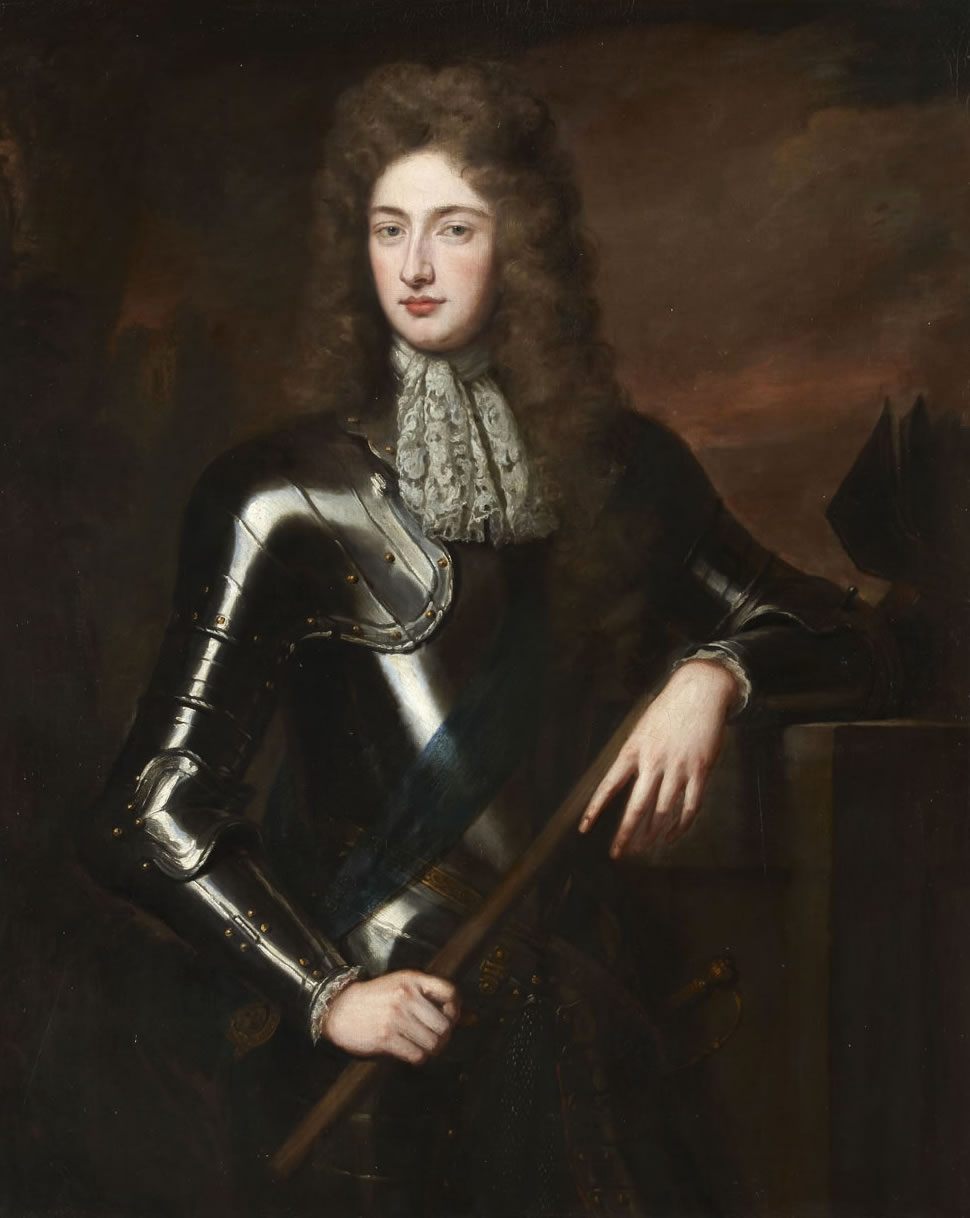
En 1718, le maréchal de Berwick élève le capitaine Barcelo au rang de colonel, grade le plus élevé des compagnies de fusiliers de Montagne, unité d'infanterie légère de l'armée française.

Dans les années 1718 et 1719, les guérilleros et les exilés catalans opèrent un rapprochement avec les forces liguées contre Philippe V dans l'objectif d'obtenir la destitution du souverain bourbon et de revenir à la situation d'avant-guerre.
En 1718, dans le contexte de l'imminente guerre de la Quadruple-Alliance qui va opposer les puissances de la Ligue d'Augsbourg, soit le Saint-Empire germanique, les Provinces-Unies, la Grande-Bretagne, exceptionnellement alliées à la France (la ligue avait été créée contre la France) à l'Espagne de Philippe V, le capitaine Pere Joan Barcelo est mandé à Perpignan, Roussillon par le maréchal de Berwick. Celui-là même qui avait assiégé et défait les Barcelonais en 1714 se propose en 1718 de soutenir « le partisan Barcelo, dit Carasquet ». Ainsi l'officier français propose à la figure catalane de la lutte anti-bourbonienne, de la financer, de lui fournir un appui logistique et de la nommer colonel de fusiliers de Montagne; colonel étant le rang le plus élevé dans l'État-major des compagnies de « fusiliers de Montagne ». Ces unités d'infanterie légère créées en 1689, par Louis XIV, dans l'objectif de disposer d'une unité spécialisée contre les Miquelets espagnols sont réorganisées en régiment « Fusilier de Montagne » en 1745, par Louis XV. Un ordre du 23 décembre 1718 prescrivait la levée en Roussillon de trois « compagnies de fusellers de montagne », suivi de l'ordonnance du 9 janvier 1719 concernant cette fois quatre « bataillons de fusiliers de montagne ».
Le plan d'invasion du royaume d'Espagne mis au point par le maréchal de Berwick pour la campagne de 1719 reposait sur un double mouvement. D'une part, une infiltration par le pays basque (la Navarre), qui se révèle être un échec, et d'autre part un mouvement identique par le pays catalan qui est un succès puisque les Français entrent en plusieurs villes des Pyrénées espagnoles dont La Seu d'Urgell et Puigcerdà. Les nouvelles autorités françaises y abolissent les décrets de la Nueva Planta et rétablissent le système municipal antérieur.

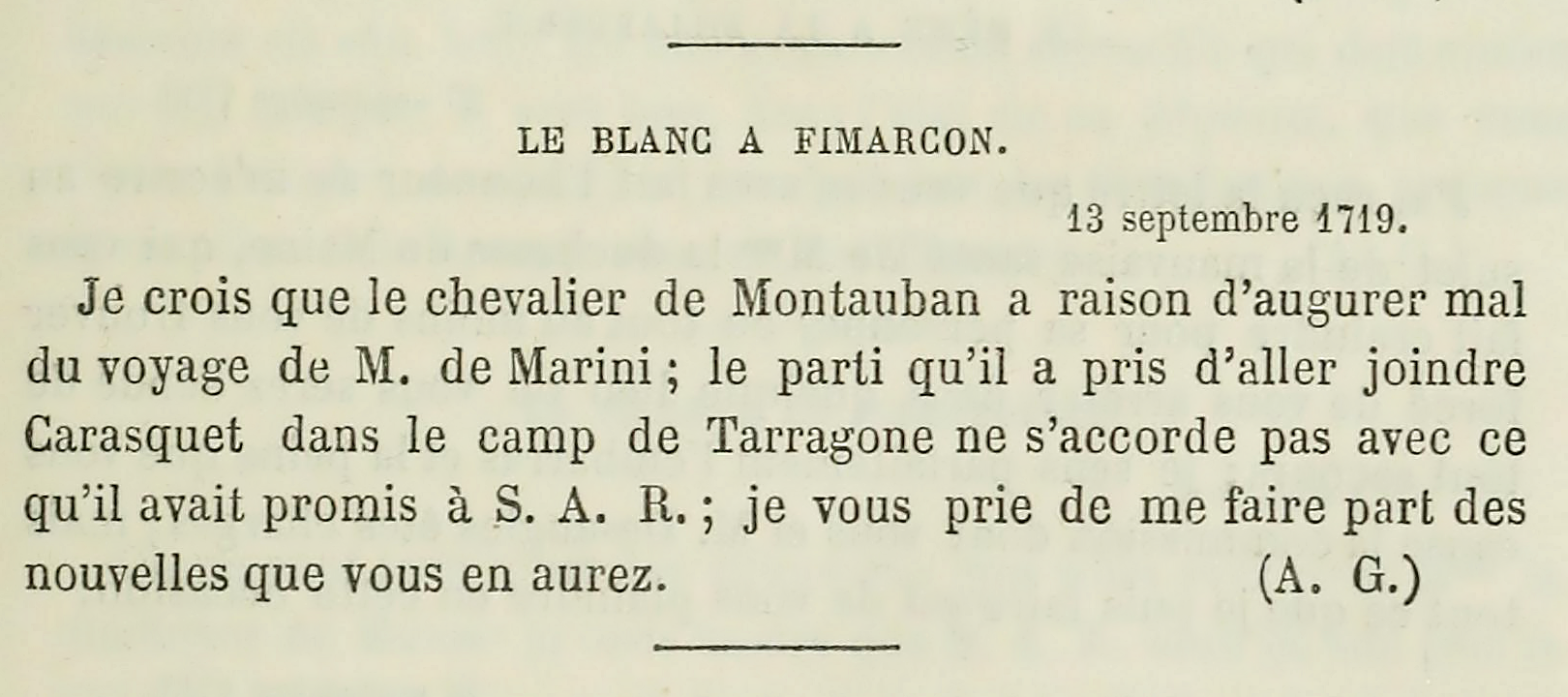
Lettre de Claude Le Blanc (ministre de la guerre) à M. de Firmacon (commandant en Roussillon), datée du 13 septembre 1719, qui annonce la rencontre entre le comte de Marini (agent double italien au service du cardinal Alberoni) et Carasquet au Camp de Tarragone. (archives de la Bastille, 1866)

Dans son Histoire de l'infanterie en France, le lieutenant-colonel Belhomme précise qu'« au mois de juillet [1719], M. de Firmacon forma en Roussillon les 3 bataillons de miquelets catalans de Carasquet, de Brunet et d'Augustin-Noy, ayant chacun 15 compagnies de 40 hommes ». Il ajoute que « le maréchal de Berwick fit former au mois de juillet, à Saint-Jean-Pied-de-Port, 1 compagnie de miquelets de 100 hommes avec des déserteurs espagnols » et qu'« au mois d'octobre, les 6 bataillons de miquelets espagnols, Ferror, Poulma, Sagismond, Brunet, Carasquet et Augustin-Noy furent réorganisés et composés chacun de 12 compagnies de 50 hommes. Tous ces bataillons étaient en Cerdagne sous les ordres du marquis de Bonas, qui leur donna pour chef M. de Lafargue, major du régiment d'Angoumois ».
À la tête de 8 000 fusiliers, le colonel Barcelo livre bataille en plusieurs régions du sud de la Catalogne à El Priorat, Camp de Tarragone, Terres de l'Ebre et à Terra Alta.
Ayant perdu la guerre, Philippe V entame des négociations à Cambrai, celles-ci durent plusieurs années. Au terme de la paix de La Haye, le royaume d'Espagne doit rendre la Sicile et la Sardaigne aux Alliés et le monarque Bourbon renonce à ses prétentions italiennes contre la garantie par l'Autriche que son fils aîné Charles règnera sur le duché de Parme à l'extinction de la lignée Farnèse. Par ailleurs, le cardinal Alberoni, Premier ministre de Philippe V et homme de confiance de son épouse la reine Élisabeth Farnèse, est rendu responsable du conflit et est chassé d'Espagne.

#### L'origine des Mossos d'Esquadra

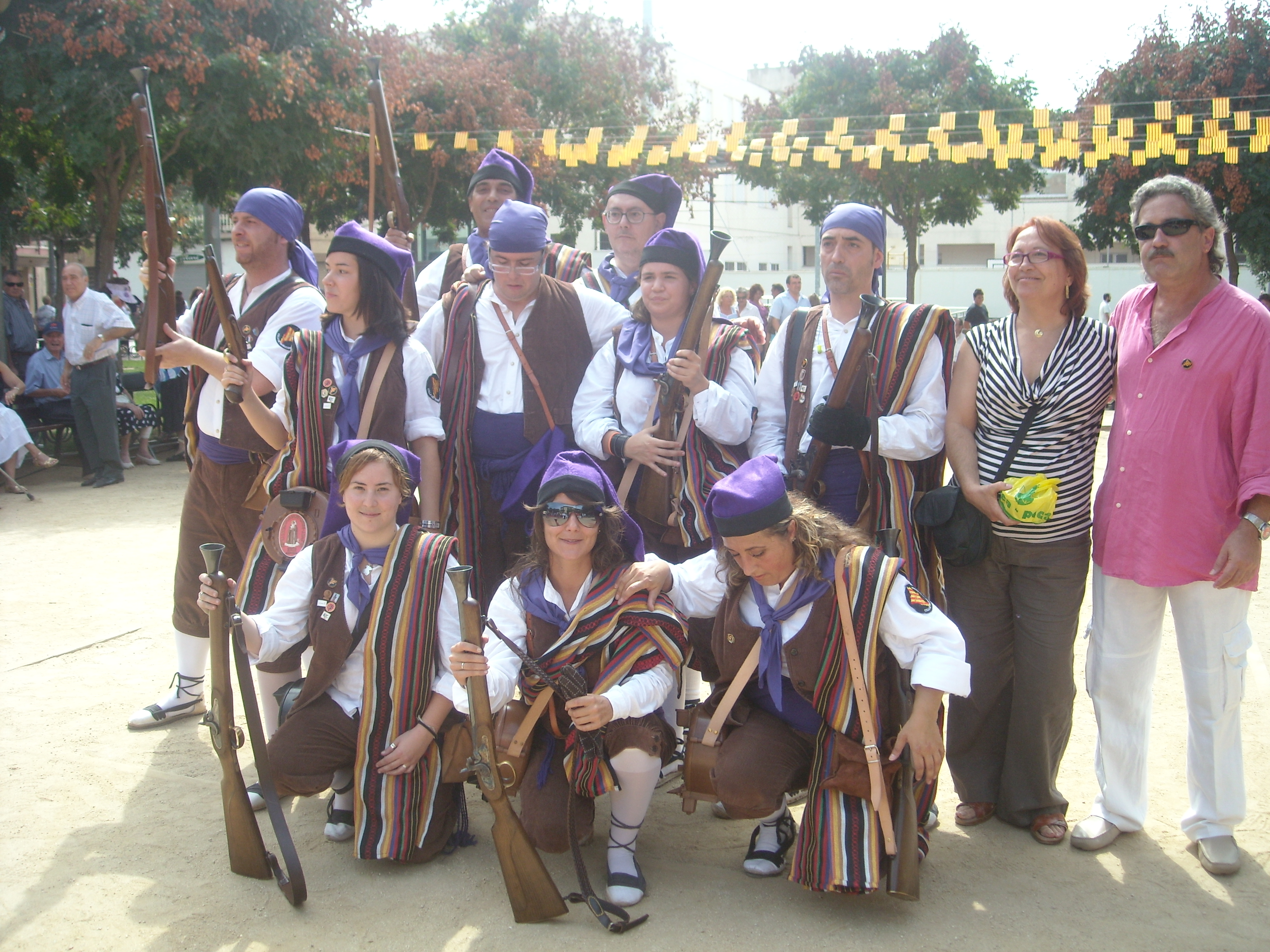
Pere Joan Barcelo est souvent représenté en trabucaire (sorte de Miquelet), ce terme désigne parfois
un bandolero, c'est-à-dire un hors-la-loi.

Le 5 décembre 1719, les troupes de Carasquet prennent d'assaut le point stratégique entre les provinces de Lleida et de Tarragone que constitue la ville de Valls. L'objectif du colonel Barcelo est de soumettre, attaquer et saccager cet ancien bastion austrophile de la guerre de succession devenu bastion philippiste.
La ville résiste grâce à une nouvelle milice chargée de maintenir l'ordre public contre les Miquelets austrophiles, celle-ci, nommée « escadres de paysans armés » (Esquadres de Paisanos Armats) est commandée par Pere Anton Veciana, le maire philippiste de Valls qui est originaire de Sarral mais s'y est établi durant la guerre de succession. En 1718, le gouverneur de Tarragone avait décrété le recrutement de civils armés en riposte aux attaques des austrophiles et en remplacement des somatenes du général Josep Moragues. Le prestige remporté par Veciana à la suite de cette victoire permet la formation d'une unité permanente dont le commandement lui est confié.
Un siècle plus tard, dans la Revue des Pyrénées, Julien Sacaze écrit les « volontaires commandés par Veciana [s'opposent] à cinq cent pillards dirigés par Carasquet. Ces pillards durent battre en retraite le 5 décembre 1719. ». Cette défaite du colonel Barcelo et la réorganisation des différentes escadres existantes sous le commandement unique de Veciana en juin 1723, par le capitaine général de Catalogne (Capità General de Catalunya) constitue l'origine des Mossos d'Esquadra, premier corps de police catalan, et l'un des plus anciens d'Europe.
Par la suite, Pere Màrtir Veciana reprend la succession de son père, et de fait jusqu'en 1836, le clan Veciana restera à la tête des Mossos d'Esquadra.

### Clandestinité et exil (1720-1733)

#### Le périple en Méditerranée (1720-1721)
Dans la nuit du 26 juin 1720, à bord d'une frégate qu'il a secrètement acheté, il embarque à Collioure (dans le village voisin de Port-Vendres selon l'historien catalan Joan Mercader (ca)), Roussillon et se dirige cap au sud vers Mahon ; l'île de Minorque et la ville de Gibraltar ayant été cédée par l'Espagne à l'Angleterre en 1713 par le traité d'Utrecht.
Il arrive dans la possession anglaise, le 29 juin 1720, où il est reçu et logé par Domènec Roca, un agent austrophile valencien. En compagnie de ses sept plus proches partisans, le colonel Barcelo appareille à Mahon et retourne sur la péninsule ibérique, à Salou (province de Tarragone) où il passe une semaine durant laquelle ses faits et gestes sont inconnus. Cet épisode mystérieux du périple a donné lieu à des interprétations romanesques, notamment une nouvelle de 1993 par l'écrivain catalan Andreu Sotorra qui est intitulée Le colonel de la crique Gestell (El coronel de cala Gestell). La fiction de Sotorra imagine que le colonel Barcelo va déterrer un trésor qu'il avait dissimulé ou retrouver une fiancée.
De retour à Mahon, il appareille en direction de l'est pour Gênes, république de Gênes qu'il quitte finalement pour arriver à Vienne, archiduché d'Autriche, le 1er février 1721.

#### Le domaine en Hongrie (1721-1733)
Carasquet arrive à Vienne, le 2 février 1721, où il retrouve la petite cour des nobles austrophiles exilés. Charles VI le reçoit et le nomme colonel (Oberst) de l'armée impériale, ce faisant il confirme le grade que lui avait donné le duc de Berwick en 1718. Par ailleurs, le souverain autrichien l'anobli et lui donne un domaine à Mugdia en Hongrie (plus vraisemblablement à l'homophone Muggia, près de Trieste) où il se retire avec son épouse catalane, "Pepeta" Barcelo-Figueres, et y achète des terres.
N'étant pas homme de cour, le colonel Barcelo se reconvertit en propriétaire terrien et paysan dans la plaine hongroise pendant une décennie.

### Guerre de Succession de Pologne (1733-1734)

#### La Succession de Pologne

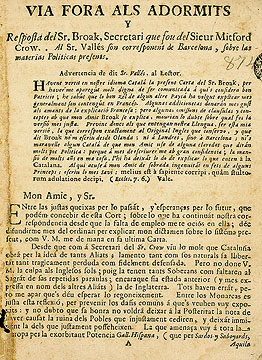
Pamphlet politique Alarme aux endormis (1734).

En octobre 1733, Philippe V déclare la guerre à l'empereur du Saint-Empire romain germanique au moment où l'archiduché d'Autriche et le royaume de Pologne sont engagés dans un conflit de succession. Soutenu par le pape Clément XII, le monarque espagnol lance une expédition militaire contre le royaume de Naples en 1734. Quelques mois après le débarquement, les troupes espagnoles conquièrent le territoire.
Cette guerre qui commence est perçue par la communauté des exilés austrophiles comme une nouvelle possibilité de changement international qui pourrait aboutir à la restauration des constitutions catalanes abolies après la chute de Barcelone en 1714 (et les décrets de Nueva Planta en 1716). De fait, en 1734 des exilés écrivent un pamphlet politique Alarme aux endormis (Via fora els adormits (ca)) en langues catalane et française (la seconde est alors la langue diplomatique internationale) qui revendique la création d'une alliance entre la Catalogne et le royaume de Portugal pour une défense commune contre la puissance bourbonne franco-espagnole. Concrètement, l'opuscule réclame la création d'un royaume d'Aragon, comprenant les anciens territoires catalans annexés par la France avec le traité des Pyrénées de 1659, allié à un Royaume galaïco-portugais.

#### Les compagnies Carasquet

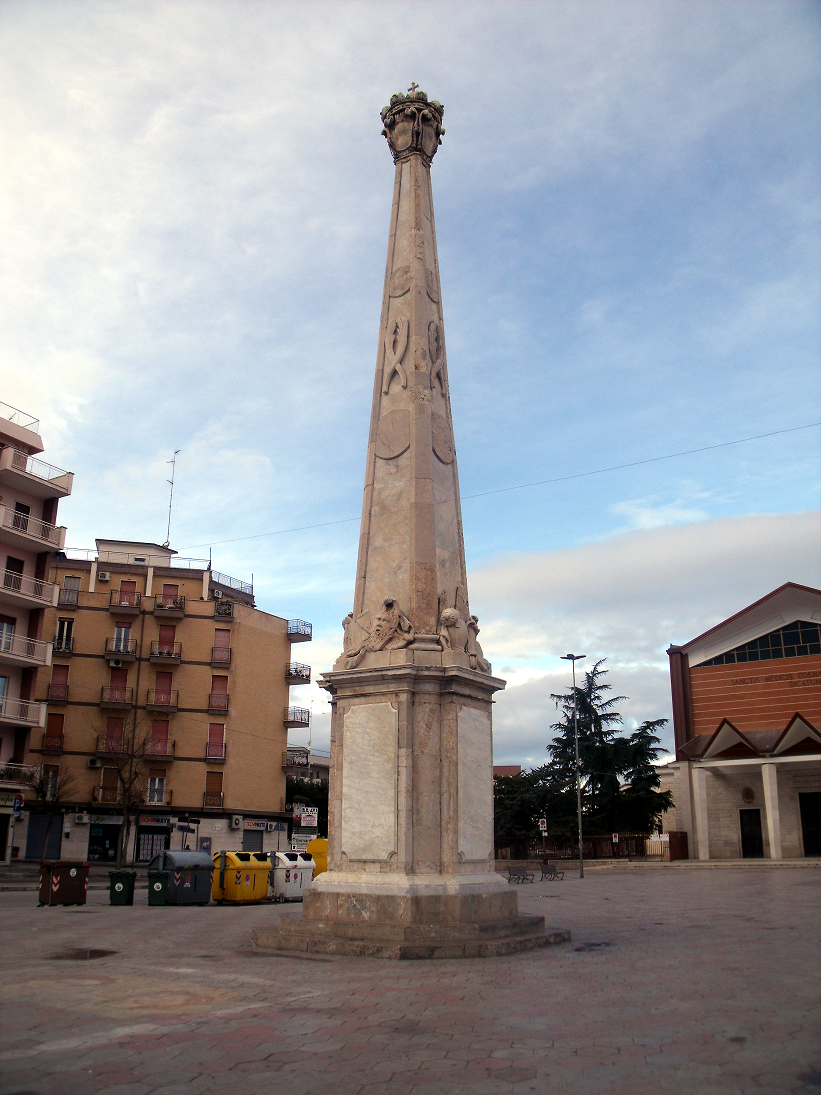
L'obélisque commémorant la bataille de Bitonto de 1734.

L'austrophile exilé à Vienne, Ramon de Vilana-Perles, marquis de Rialb, ministre du Conseil d'Espagne (Consell d'Espanya (ca)) qui est un organe gouvernemental provisoire pro-Habsbourg en exil à Vienne et créé par l'archiduc d'Autriche à la chute de Barcelone en 1714, contacte le colonel Barcelo. Le ministre de Vilana-Perles lui écrit de diriger une compagnie de volontaires catalans pour reprendre Naples occupée par les Bourbons.
Le 23 avril 1734, une fois l'unité d'austrophiles exilés mise sur pied, le colonel Pere Joan Barcelo embarque au port de Trieste, alors port franc du Saint-Empire, en direction de Naples. Le colonel Pere Joan Barcelo participe à la bataille de Bitonto qui est remportée, le 25 mai 1734, par son adversaire, le comte de Montemar.
Dans le registre des archives autrichiennes publié en 1892, le régiment du colonel Barcelo est identifié sous le nom de Carasquete et désigné comme une "Compagnie de Volontaires napolitains" (neapolitanische Frei-Compagnie) « au service de l'Empire » et il est fait mention de sa présence à Bitonto. Les compagnies sont aussi mentionnées dans le Journal Militaire Autrichien (Österreichische Militärische Zeitschrift) de 1897, « De 1734 à 1735 passées à Naples, Frei-Compagnien Carasquete ». Une unité du même type, qui participe à la campagne de Naples, est également mentionnée dans les archives, les "Frei-Compagnien Alcaudete" dont le commandant est un autre exilé austrophile; ce régiment d'infanterie comporte de 400 à 500 hommes selon Agusti Alcoberro.
Le comte d'Alcaudete, Vicente Pedro Álvarez de Tolède et du Portugal, fils aîné du comte d'Oropesa (Conde de Oropesa (es)) épouse la cause austrophile en 1706, à Guadalajara, durant l'expédition à Madrid de Charles III. Au cours de la guerre de Succession d'Espagne, l'archiduc d'Autriche avait été proclamé roi en divers lieux d'Espagne, sous le titre "Charles III", et des villes austrophiles, comme Madrid et Zaragoza, avaient rejoint la sédition en 1710, ce qui amena les alliés bourbons à y intervenir militairement durant les négociations de La Haye. Ainsi fait prisonnier, le comte de Alcaudete avait poursuivi la lutte pour la cause Habsbourg à la tête de son régiment en Aragon en Italie et plus tard en Hongrie, ce qui l'amena naturellement à combattre aux côtés du colonel Carasquet en 1734.

### Emprisonnement en Andalousie (1734-1738)
Le 29 mai 1734, le colonel Pere Joan Barcelo est fait prisonnier à Pescara, royaume de Naples, par les troupes espagnoles qui le considèrent comme un renégat et non comme un ennemi régulier. Il est ainsi envoyé en prison en Andalousie et il arrive à Cadix le 16 juillet 1734.
Le 18 novembre 1738, la paix de Vienne met fin à la guerre de Succession de Pologne. L'empereur Charles VI cède les royaumes de Naples et de la Sicile au fils de Philippe V et de sa seconde épouse Élisabeth de Parme, Charles III, pour qui est alors créé le royaume des Deux-Siciles. Par ailleurs, l'empereur négocie la libération des prisonniers détenus en Espagne et le colonel Barcelo retourne à Vienne en 1738. Selon l'historien Agustí Alcoberro, le colonel Barcelo serait détenu jusqu'en 1740, année de l'amnistie réciproque.

### Colonie de Nova Barcelona (1738-1740)
Entre 1735 et 1738, une colonie d'austrophiles exilés est établie près de Zrenjanin, Serbie, après la conquête de la ville ottomane de Bečkerek par l'archiduché d'Autriche en 1716, durant la troisième guerre austro-turque.
Cette colonie éphémère et méconnue prend le nom de Nova Barcelona ("Nouvelle Barcelone") alias Carlobagen, et les noms du colonel Barcelo (« Lieutenant-colonel Carrasquet ») de son épouse (« Josepha Barcelló ») ainsi que celui du chroniqueur Francisco de Castellvi figurent dans un recensement, de date imprécise, conservé dans les archives viennoises de l'Hofkammerarchiv et publié en 2002 par l'historien Agustí Alcoberro.

### Guerre de Succession d'Autriche (1740-1743)

#### La Succession d'Autriche
Le 20 octobre 1740, l'empereur Charles VI du Saint-Empire meurt et sa fille Marie-Thérèse d'Autriche hérite de la succession en application de la Pragmatique Sanction de 1713. La proclamation de l'impératrice est contestée par les grandes puissances européennes, ce qui entraîne la guerre de Succession d'Autriche.

#### Les derniers volontaires (1741-1742)

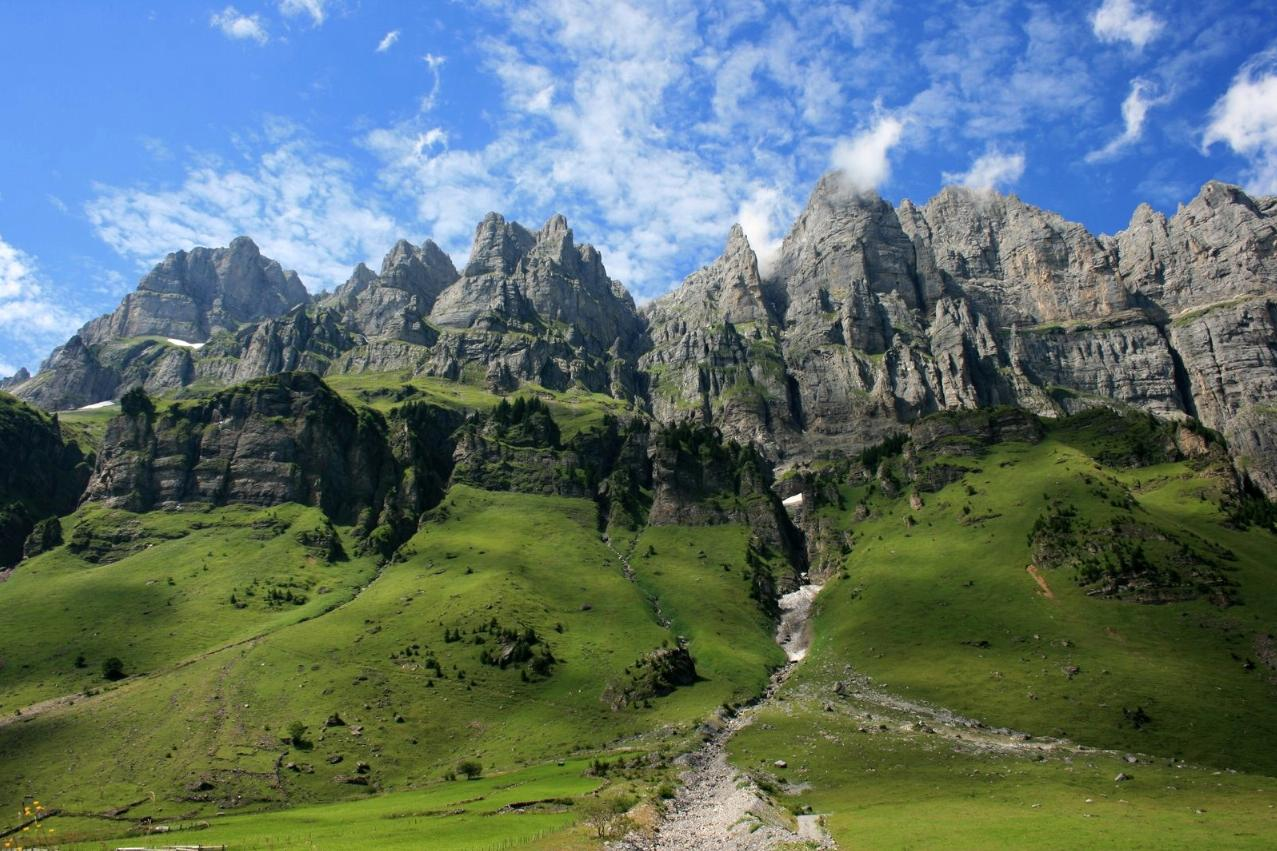
En 1741, le colonel Carasquet et ses troupes occupent le col du Klausen, dans les Alpes.

En 1741, l'électorat de Bavière, principauté du Saint-Empire romain germanique envahit l'archiduché d'Autriche. En tant que serviteur de l'impératrice, il est demandé au colonel Barcelo de reformer une nouvelle unité d'exilés. Cette fois-ci il trouve seulement 64 hommes ; la colonie austrophile de Nova Barcelona a été un échec total.
À la tête de sa Compagnie de volontaires espagnols (spanischen Frei-Compagnie), le colonel Barcelo quitte Vienne après avoir reçu son affectation en Carinthie, archiduché d'Autriche, qui est une province méridionale d'importance stratégique moindre. Selon les archives de guerre austro-hongroises publiées en 1896, le « colonel Carasquet » commande une force de 81 hommes qui occupe le col du Klausen, situé dans les Alpes suisses, puis le col du Pyhrn (de) situé dans les Alpes autrichiennes du 1er octobre 1741 à la fin mai 1742. Finalement, la compagnie est dissoute la même année.

#### Le passage du Rhin (1743)
Vieux-Breisach, ville fortifiée située sur la rive germanique du Rhin, est assiégée et prise au Saint-Empire romain germanique de Maximilien Ier en 1638, par le général de Saxe-Weimar agissant alors au service du royaume du France. Cité marchande et commerciale d'importance stratégique héritée par Louis XIV en 1639, celui-ci en fait renforcer les défenses par les ingénieurs militaires français Vauban et Jacques Tarade vers 1640. Le Vieux-Brisach devient ainsi une forteresse qui est officiellement annexée à la France par le traité de Westphalie de 1648.

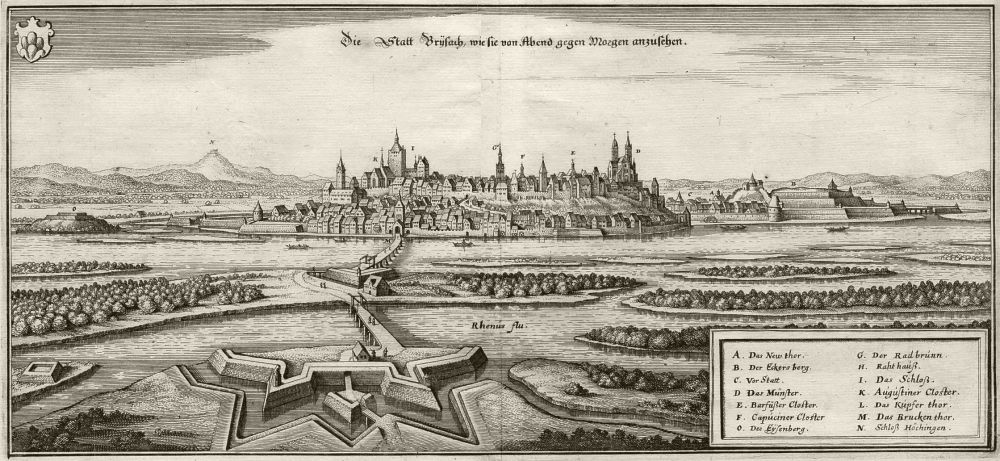
La ville de Vieux-Brisach et ses fortifications par Vauban, vue depuis la rive française du Rhin, vers 1644. Le colonel Barcelo meurt au combat sur l'île de Reinach située en face de la forteresse en 1743.

Restituée au Saint-Empire romain germanique en application du traité de Ryswick de 1697, la ville est reconquise durant la guerre de Succession d'Espagne en 1703 par le général de Villars. Le royaume de France la cède à nouveau aux Habsbourg par le traité de Rastatt de 1714. Louis XIV riposte à cette perte en faisant édifier en face, à nouveau par Vauban et Tarade, la ville neuve fortifiée de Neuf-Brisach. En 1743, l'impératrice Marie-Thérèse décide de démanteler les fortifications de Vieux-Brisach afin de mettre fin à la dispute que la ville suscite entre le Saint-Empire romain germanique et le royaume de France. Cette place forte est donc rasée entre 1741 et 1745.
Officier d'expérience, le colonel Barcelo est alors âgé de 60 ans quand il est nommé à la tête d'un corps régulier de l'armée autrichienne. Dans sa Relation du passage du Rhin publiée en 1797, le général François Dedon donne une description de la dernière bataille livrée par le colonel austrophile : le prince Charles de Lorraine « avait réuni tous les moyens possibles pour passer dans les environs de Brisack. La nuit du 3 au 4 septembre 1743, il fit débarquer un corps de troupes considérable dans l'île de Reinach, où nous n'avions que cent cinquante hommes : il travailla aussitôt à établir un pont, et à construire dans l'île un retranchement considérable pour en protéger la tête. Il ne lui restait plus qu'un petit bras du Rhin à traverser pour pénétrer en Alsace : mais le maréchal de Coigni prit des précautions si judicieuses, que, malgré la protection de dix-huit bouches à feu de gros calibre, en batterie sur la butte du vieux Brisack, il n'osa jamais tenter le passage du petit bras qui lui restait encore à franchir : il se morfondit dans cette île jusqu'au 17 octobre, qu'il prit le parti de replier son pont et de se retirer ».

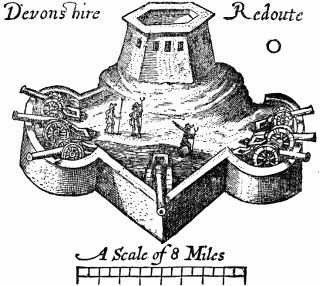
Une redoute du type de celles utilisées par les défenseurs français lors du passage du Rhin par les Autrichiens, en septembre 1743.

L'aspect du génie militaire au cours de cette bataille est détaillé, en 1824, dans la traduction française d'un Essai sur les principes et la construction des ponts militaires par le général britannique Howard Douglas : « Lorsque le prince Charles de Lorraine tenta de passer le Rhin en 1743, il parvint à s'établir dans l'île de Rheinach, et à construire sur le grand bras du fleuve un pont de bateaux pour communiquer à cette île. Mais par suite des excellentes dispositions faites par le maréchal de Coigny, le prince échoua dans deux tentatives de passage à force ouverte, exécutées simultanément sur deux autres points. Cependant les Autrichiens espéraient encore pouvoir forcer le passage de l'île de Rheinach à la rive gauche, et cherchaient à jeter un pont sur le second bras du Rhin; mais le maréchal de Coigny concentra ses troupes sur le point où les Autrichiens voulaient aborder, et fit des préparatifs si bien combinés, que le Prince fut contraint de renoncer à son projet ».
La tactique, dite « judicieuse », employée par l'officier français est révélée dans une note explicative du Maréchal Vaillant, traducteur de l'essai de Douglas : « Le maréchal de Coigny prit le parti de défendre le pont de communication de l'île de Rheinach à l'Alsace. Il plaça vis-à-vis de ce passage une batterie de canon; il en établit une autre dans l'île de Vogelsgrün, et deux encore dans l'île de la Tête-de-Bœuf. Il mit plusieurs corps d'infanterie et de dragons le long du Rhin, tout, près de l'île de Rheinach, et seize escadrons de cavalerie campèrent entre le Rhin et Arckelsheim, pour se porter, tout de suite, en cas de besoin, sur les bords de ce fleuve. Ces précautions furent si judicieuses, que les Autrichiens n'osèrent jamais hasarder de passer le petit bras du Rhin qui leur restait à traverser pour pénétrer en Alsace ». Le capitaine Nicolas Viton de Saint-Allais donne l'estimation des effectifs et des pertes suivante : « les troupes revenues d'Allemagne, étant réduites à onze mille hommes d'infanterie, faible ressource pour défendre le Rhin, depuis Huningue jusqu'à Strasbourg, contre cinquante-cinq mille hommes des ennemis, le prince Charles de Lorraine entreprit de le repasser le 5 septembre, à l'île de Reignac, à la redoute de Rhinvillers; il perdit trois mille hommes tués, noyés, ou pris et ne passa point ». Le général Dedon estime les moyens mis en œuvre par les Autrichiens, lors de ces débarquements, à « centre-trente deux bateaux » et détaille les effectifs des défenseurs français de la redoute comme « cinquante fusiliers et cinquante dragons » qui ont permis de gagner du temps jusqu'à l'arrivée de « renforts considérables » ; tous les assaillants qui avaient réussi à passer furent « tué[s], pris ou noyé[s] ».
Dans ses Récits historiques (Narraciones Históricas), Francisco de Castellví rapporte la participation en première ligne du colonel Pere Joan Barcelo lors du passage des Autrichiens dans l'île de Reinach (ou île de Reignac, en allemand Rennach, ancien nom de l'île de Rheinau selon Jean-Jacques Rousseau) et l'opposition qu'il y rencontra de la part des troupes du marquis de Balincourt : « la nuit du 3 au 4 septembre, Carasquet avec une partie de l'avant-garde est allé à l'île de Reinach, en face de Vieux-Brisach, où il mourut, et se fut au moment où l'armée traversa le Rhin. Il a été enterré à la cathédrale de Vieux-Brisach, et sa mort a été connue par les généraux pour sa valeur, son intégrité et sa loyauté à l'auguste cause ».

#### L'élucidation de la fin de Carasquet (2002)
Du fait de son emplacement particulier à la frontière franco-allemande qui a été, au fil des siècles, le lieu de grandes batailles, le cimetière où a été donné la sépulture de Carasquet n'existe plus. En 1793, la République française a ainsi bombardé le Vieux-Brisach durant la guerre de la Première Coalition, la haute ville ainsi que la cathédrale Saint-Étienne (St. Stephansmünster) de la colline Münsterberg ont été presque entièrement détruits. Le Vieux-Brisach a été reconstruit, cette fois autour de la basse ville, une première fois au XIXe, puis il a été redétruit à 85 % par l'artillerie Alliée durant la Seconde Guerre mondiale (à nouveau la cathédrale Saint Étienne a été lourdement endommagée) et reconstruit une seconde fois, en 1954.

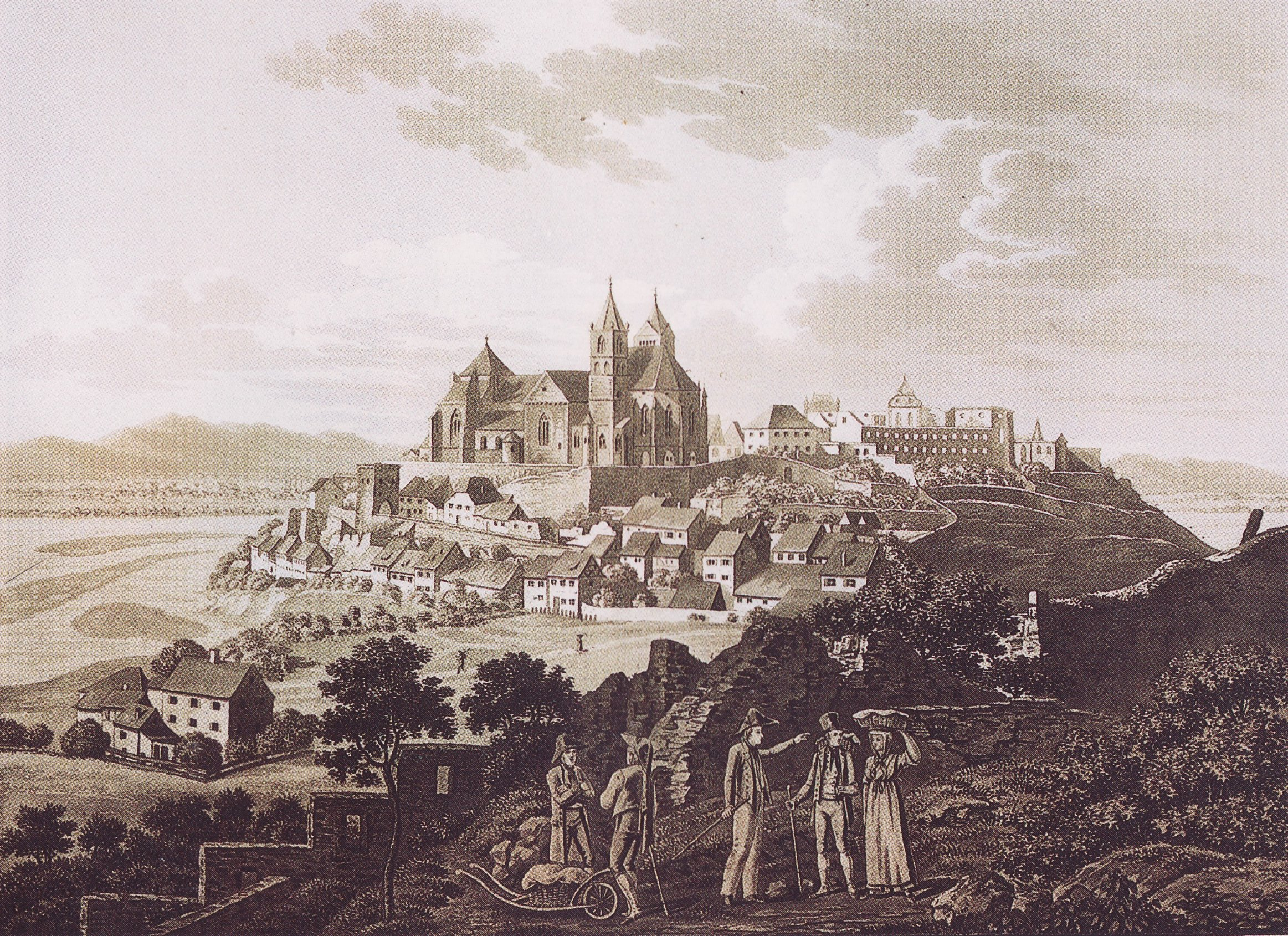
Le colonel Barcelo est inhumé, le 5 septembre 1743, au cimetière de la paroisse de la cathédrale Saint-Étienne, à Vieux-Brisach.

L'année, le lieu et la cause de la mort de Carasquet étaient inconnues jusqu'à la parution, en 2002, de l'ouvrage d'Alcoberro intitulé L'Exil austrophile, 1713-1747 (L Exili Austracista, 1713-1747), suivie de celle d'un dossier spécial, du même auteur, dans la revue historique Sàpiens en octobre 2004. Jusqu'à cette date, les biographies de Pere Joan Barcelo ne contenaient pas d'information sur les derniers moments de sa vie, ou supposaient qu'il était décédé dans son domaine de Hongrie vers 1741. Ceci vient du fait que la période de l'exil de Carasquet a été rapportée en Espagne à travers les chroniques de Francisco de Castellvi (Narraciones Históricas), or l'historien avait rédigé les dernières années de la vie du colonel catalan ainsi que les circonstances de sa mort dans un feuillet, en marge du manuscrit, dans l'intention de l'incorporer dans une révision de son œuvre. Or, les biographes modernes de Carasquet se sont basés sur la copie du manuscrit de Castellvi réalisée à Vienne par l'historien catalan Salvador Sanpere-Miquel, au début du XXe siècle, et que ses descendants ont légué à la Bibliothèque de Catalogne; elle est microfilmée aux Archives Nationales de Catalogne. Sanpere-Miquel a trouvé la lettre souillée narrant la fin de Carasquet, mais comme il n'a pas pu la relire ou a manqué de temps pour la retranscrire, il ne l'a pas prise en compte dans sa copie et, pour cette raison, la fin du récit de Castellvi est demeurée inachevée. Une nouvelle copie du manuscrit original de Castellvi a finalement été réalisée par Josep Maria Mundet-Gifre et Josep Maria Alsina-Roca de la Fondation Francisco Elías de Tejada. Cet ouvrage a été publié, en quatre volumes, à Madrid, de 1997 à 2002.
Pour les besoins de son propre ouvrage paru en 2002, l'historien Agusti Alcoberro a enquêté et est entré en contact avec la paroisse de Fribourg, en Allemagne, qui lui a appris la disparition de la sépulture de Carasquet. En outre, Uwe Fahrer, auteur et archiviste de Vieux-Brisach, a retrouvé la nécrologie de Pere Joan Barcelo dans la paroisse de Saint-Étienne (Münsterpfarrei St. Stephan) dont la traduction de l'allemand signifie :

« Année 1743, journée du 4 septembre à l'île de l'autre rive du Rhin, située en France, est mort le très honorable et gracieux monsieur Pere Joan Barceló de Carrasquet, colonel de l'auguste reine de Hongrie et de Bohème, et a été enterré au cimetière de l'église paroissiale de Saint-Étienne. »

## Postérité

### De «Carrasquet» à «Carrasclet»
La déformation du surnom catalan « Carrasquet » en « Carrasclet » est selon l'historien Agustí Alcoberro (es) imputable au géographe et historien catalan Josep Iglesies (ca) qui l'a popularisé au XXe siècle dans, une des premières biographies modernes consacrées à Pere Joan Barcelo, Le Guérillero Carrasclet (El Guerriller Carrasclet) parue en 1961. Alcoberro assure que la première occurrence de la graphie « Carrasclet » qu'il ait trouvé au cours de ses recherches, menées dans les Archives générales de Simancas, celles de Barcelone et à Vienne, se trouve dans l'ouvrage d'Iglesies. Il ajoute que la graphie conforme aux archives de langues castillane, catalane et allemande, donc historiquement exacte, est celle de « Carrasquet » ou « Carrascot » (en valencien).
Cependant, Iglesies ne semble avoir fait que reproduire l'erreur déjà commise en 1863 par l'historien catalan Victor Balaguer lorsqu'il écrivait dans une note de renvoi de son ouvrage castillan Histoire de Catalogne et de la Couronne d'Aragon: « L'auteur de l’Historia De Las Esquadras [c-à-d Ortega] l'appelle « Carrasquet », sans doute par erreur, ou alors par erreur d'impression, il a voulu dire « Carrasclet » ».
Le même type d'interprétation erronée est commise, en langue française, en 1979, par Victor Sapin-Lignières dans Les Troupes légères de l'Ancien Régime : les corsaires du roy de l'armée de terre: « Coëtlosquet que le colonel Belhomme nomme Carasquet dans son Histoire de l'Infanterie Française [sic] » ; en l'occurrence c'est Victor Belhomme du 73e régiment d'infanterie qui est dans le vrai dans son Histoire de l'infanterie en France publiée en 1902.

### Un guérillero mythique

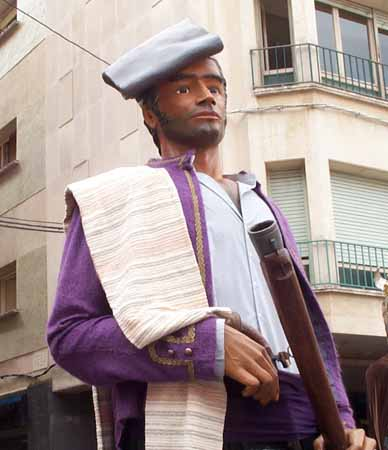
Carasquet le Géant (Gegant Carrasclet) à la Festa Major de Reus en 2007. Représentation folklorique de Pere Joan Barcelo de quatre mètres de hauteur utilisée lors de processions.

Au même titre qu'un autre célèbre patriote catalan contemporain, Josep Moragues, Carasquet est devenu depuis le XXe siècle, pour les Catalans, une figure historique et folklorique tenant du personnage mythique et ceci en partie du fait des déformations et exagérations inhérentes à la tradition orale qui a rapporté ses actions héroïques durant la guerre de Succession d'Espagne puis pendant la période 1715-1720.
Depuis le XXe siècle, plusieurs biographies de langue catalane lui ont été consacrées et, au siècle suivant, il est apparu sur tous les principaux médias de la communauté autonome de Catalogne. En 2004, il était ainsi en première de couverture du 24e numéro de la revue historique Sàpiens (l'équivalent catalan de Historia), titrée « Carrasclet, le grand ennemi de Philippe V », et en 2007 il était le sujet du 186e épisode de l'émission radiophonique historique En Gàrdia (l'équivalent catalan de 2000 ans d'Histoire), intitulée « Pere Joan Barceló "Carrasclet" ».
De fait, « le mythique guérillero catalan », selon la formule employée entre autres par Sàpiens, est devenu une sorte de « héros national » pour les catalanistes qui utilisent son effigie à des fins politiques, par exemple sur des affiches, drapeaux ou autres moyens de propagande,.

#### La statue
En 1980, Capçanes, la ville natale de Pere Joan Barcelo, a érigé un monument à sa gloire. Il est composé d'une part, d'une statue de bronze gravée de la mention « Carrasclet » et représentant, en pied et debout, le guérillero catalan. Celui-ci porte sa tenue de fusilier de montagne, et pointe le ciel de sa main droite tandis que sa main gauche agrippe un tromblon. D'autre part, le roc brut qui sert de piédestal à cette statue comporte le blason de la Catalogne surmonté du titre de l'ouvrage en catalan, « Catalunya Al Carrasclet » ("Catalogne au Carasquet") et est flanqué du drapeau catalan.

#### Le géant
En 1986, Manel Llauradó a créé "Carasquet le Géant" (Gegant Carrasclet) à Reus. Ce personnage folklorique s'inscrivant dans la tradition des Géants de Catalogne mesure quatre mètres de hauteur pour une masse d'environ 80 kg. Il est utilisé durant des manifestations culturelles dont la « journée nationale des Pays catalans » (Diada Nacional dels Països Catalans) ou bien encore la Festa Major.
En 2007, le géant parade à Francfort, Allemagne à l'occasion d'un évènement destiné à promouvoir la culture populaire catalane dans les pays de l'Union européenne (XX Aplec Internacional de la Sardana i Mostra de Grups Folklòrics).
En 2009, il est apparu sous le forme d'un personnage animé dans une publicité télévisée de la mairie de Reus faisant la promotion du festival "Misericordia 2009".

### Les fictions

#### Les poésies
En 1865, Carasquet s'oppose à Pere Anton Veciana dans Les Mignons de Veciana (Los minyons d'en Veciana), jeu floral du poète philippiste Don Jacinto Verdaguer de Riudeperas. Dans cette œuvre, "mignon" a le même sens que dans l'anglais minion, et désigne les subalternes ou hommes de main, du chef des Mossos d'Esquadra, le philippiste Pere Anton Veciena.
- Don Jacinto Verdaguer (de Riudeperas), Los minyons d'en Veciana, Jochs Florals de Barcelona en 1865: any VII de sa restauració, Estampa de Lluis Tasso, 1865, page 83-87

#### Les nouvelles
En 1993, l'écrivain catalan Andreu Sotorra faisait de Pere Joan Barcelo le héros de sa nouvelle Le Colonel de la crique Gestell (El coronel de Cala Gestell).
- Andreu Sotorra, El coronel de cala Gestell, Editorial Alfaguara, Grup Promotor, Sèrie Vermella, Barcelona, 1993  (ISBN 978-84-7918-036-2) (1996 3e édition)

### Le sentier de Petite Randonnée
En hommage à la guérilla de Pere Joan Barcelo, la « route de Carasquet » (Ruta del Carrasclet) a été incorporée au réseau des sentiers de randonnée de Catalogne dans la comarque du Baix Camp. Le parcours complet s'achève au mas de Francisco qui est l'ancienne demeure du capitaine fusilier de montagne austrophile, "Francesc" Barcelo, où est né son fils cadet Carasquet. Ce sentier mène, en environ 20h30, de Reus à Capçanes en passant par Arbolí et L'Argentera.

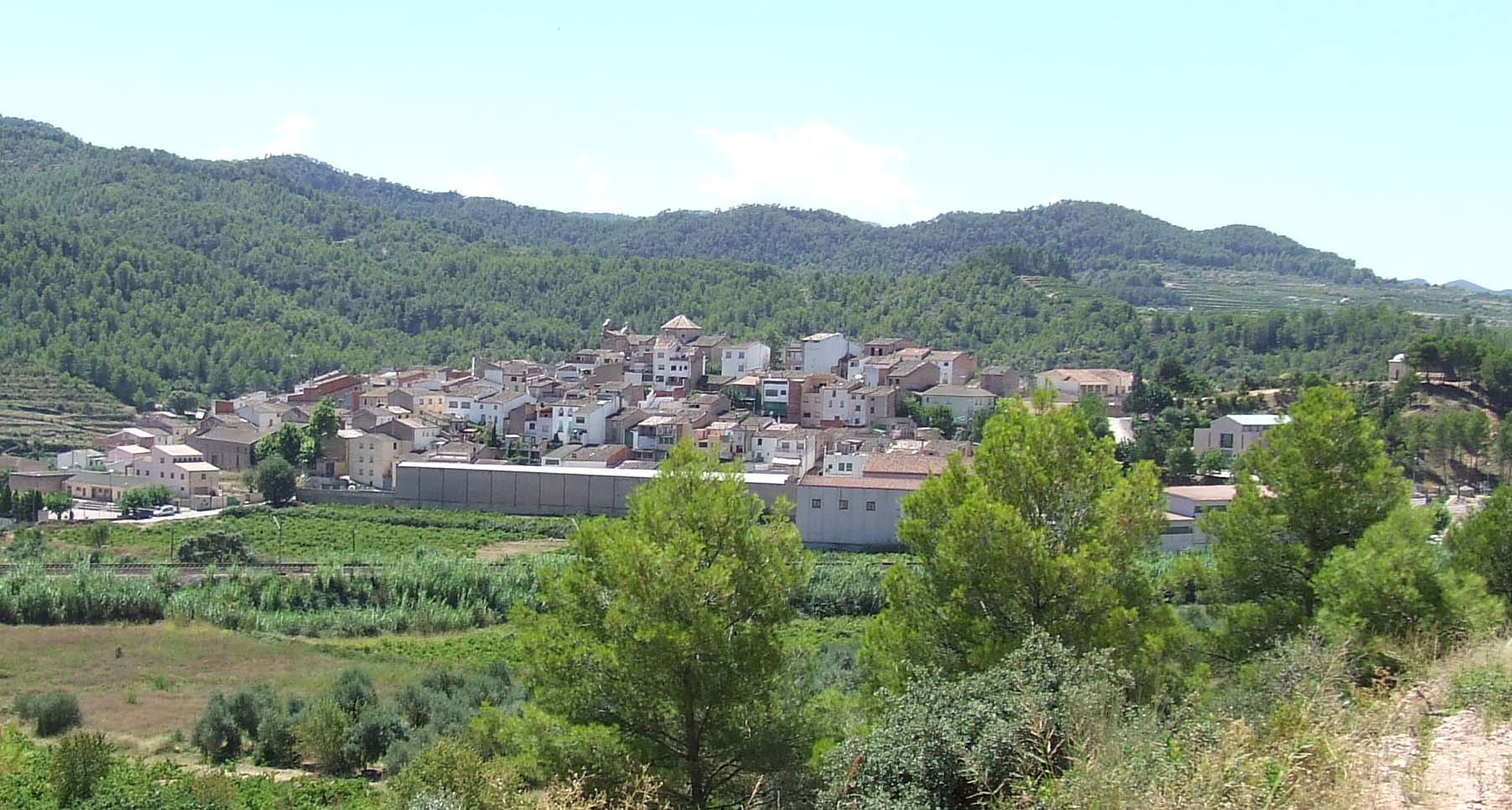
Vue panoramique de Capçanes, lieu d'arrivée du sentier de randonnée PR-C 88 Ruta del Carrasclet (~76 km).

Cet itinéraire historique, s'étalant sur 76,490 km, emprunte les sentiers anciens qui reliaient jadis les villages de Colldejou et Capçanes avec le hameau de Llaberia, pour cette raison il inclut de courtes portions pavées. Selon les critères européens des fédérations de randonnée pédestre, qui sont équivalents à ceux de la fédération française, l'excursion correspond à une "Petite Randonnée" de Catalogne (Pequeño Recorrido (es)), d'où sa désignation officielle de « PR-C 88 Ruta del Carrasclet ». Elle se subdivise en quatre étapes, "a" (Reus), "b" (Arbolí), "c" (L'Argentera) et "d" (Capçanes), et son itinéraire complet, de "a" à "d", emprunte trois tronçons du sentier de grande randonnée GR 7 (soit 27,600 km) et un quatrième de la PR-C 91 (5 300 km).
Itinéraire du sentier Ruta del Carrasclet (PR-C 88)
| - 01. Reus (PR-C 88-a) h=0 & km=0 - 02. Aleixar - 03. Vilaplana - 04. La Febró - 05. mas dels Frares (GR 7) | - 06. Arbolí (GR 7)/(PR-C 88-b) - 07. Alforja - 08. sanctuaire de Puigcerver (GR 7) | - 09. L'Argentera (GR 7)/(PR-C 88-c) - 10. monastère d'Escornalbou - 11. Colldejou (GR 7) - 12. La Fou (GR 7)/(PR-C 91) | - 13. Capçanes (PR-C 91)/(PR-C 88-d) - 14. mas de Francisco h=20,30 & km=76,490 |

### Odonymie
Plusieurs voies sont baptisées en l'honneur de Pere Joan Barcelo, notamment une rue qui jouxte la "Place des Miquelets" (Plaza de Miquelets) à Vilanova del Camí et un polygone industriel à Ollería :
- Carrer de Carrasclet ("Rue de Carasquet") à Capçanes, Province de Tarragone, Catalogne, Espagne
- Carrer de Carrasclet ("Rue de Carasquet") à Vilanova del Camí, Province de Barcelone, Catalogne, Espagne
- Partida de Carrascot ("Bande de Carasquet") à Ollería, Province de Valence, Communauté valencienne, Espagne
- Poligono de Carrascot ("Polygone de Carasquet") à Ollería, Province de Valence, Communauté valencienne, Espagne

### Toponymie
Carrasquet est un patronyme essentiellement présent au XXIe siècle dans les Pyrénées françaises et espagnoles, en particulier à Monein, Pyrénées-Atlantiques, où Carrasquet est le nom d'une forêt; un autre toponyme est Can Carrasquet (lit. « mont Carrasquet » pour l'étymologie voyez Canigou) montagne de 560m d'altitude à Vilanova de Sau, Province de Barcelone.

## Documentaires
- Històries de Catalunya, Capítol 15: La Força i l'Ordra (L'Origen dels Mossos), Joan Gallifa, chaîne publique TV3, 20 janvier 2005 (première diffusion), 30 min.
- En Guàrdia, no 186 : Pere Joan Barceló "Carrasclet", Enric Calpena - Oriol Junqueras - Agustí Alcoberro, radio publique Catalunya Ràdio, 9 décembre 2007 (première diffusion), 55 min.

### Les biographies
En catalan :
- Amor al Rey y a la Pàtria vinguda de Pere Juan Barceló dit Carrasclet, en Reus 1713-1749, Celdoni Vilà, Asociación de Estudios Reusenses, Volume 6 de Publicació, Reus, 1954
- El Guerriller Carrasclet, Josep Iglesies, coll. Episodis de la Història vol.25, Rafael Dalmau, 1961
- Carrasclet-Veciana: elements per a l'anàlisi de la guerrilla antiborbònica, Aritzeta Margarida, Òmnium Cultural, 1979
- Sàpiens (Descobreix la teva història) No 24: Carrasclet, el gran enemic de Felip V: Descobrim l’enigma de la mort, a Alemanya, del mític guerriller català, Agustí Alcoberro, Sàpiens Publicacions, Barcelone, octobre 2004

### L'historiographie
En français :
- Archives de la Bastille: 1711-1725, Volume 13 de Archives de la Bastille: documents inédits recueillis et publiés, François Nicolas Napoléon Ravaisson-Mollien & Louis Jean Félix Ravaisson-Mollien, A. Durand et Pedone-Lauriel, 1882
- Histoire de l'infanterie en France, lieutenant-colonel Victor Louis J.F. Belhomme, H. Charles-Lavauzelle, 1902
- Revue des Pyrénées et de la France méridionale, Volume 14, université de Toulouse, Association pyrénéenne, Toulouse, Julien Sacaze, E. Privat, 1902
- Inventaire sommaire des archives historiques (archives anciennes. Correspondance), Volume 3, France, ministère de la Guerre, Archives historiques, Imprimerie nationale, 1905
- Les Troupes légères de l'Ancien Régime: les corsaires du roy de l'armée de terre, Sapin-Lignières, Presses saltusiennes, 1979
- Les Pyrénées centrales du IXe au XIXe siècle, Christian Bourret, PyréGraph, 1995
- Pays pyrénéens et pouvoirs centraux, XVIe – XXe siècle : actes du colloque international organisé à Foix, les 1-2-3 octobre 1993 par le Groupe d'histoire des Pyrénées et les Archives départementales de l'Ariège, Michel Brunet, Serge Brunet, Claudine Pailhès, Groupe d'histoire des Pyrénées, Association des amis des Archives de l'Ariège, 1995
- Dieu, le roi, les hommes : Perpignan et le Roussillon, 1580-1830, Raymond Sala, collection "Història", Llibres del Trabucaire, 1996
- Les Exils catalans en France, Jordi Canal, Anne Charlon, Phryné Pigenet, Volume 6 de Iberica essais, Presses Paris Sorbonne, Paris, 2005

En espagnol :
- Historia de Cataluña y de la corona de Aragon, Volume 5, Víctor Balaguer, Librería de Salvador Manero, 1863
- Historia de las Escuadras de Cataluña: su orígen, sus proezas, sus vicisitudes, intercalada con la vida y hechos de los mas célebres ladrones y bandoleros, José Ortega y Espinós, Luis Tasso, 1876
- Historia de la real y pontificia Universidad de Cervera, Manuel Rubio y Borrás, Librería Verdaguer, 1915
- Els capitans generals: el segle XVIII, Joan Mercader, volume 10 de Biografies catalanes, Història de Catalunya, Vicens-Vives, 1963
- Diccionari biogràfic, Volume 1, Santiago Albertí, Albertí, 1966
- Historiadores sobre España Volume 2, Francisco Xavier Tapia, Editora Nacional, 1973
- Hispania: revista española de historia, Volume 65, Numéros 220-221, Instituto de Historia "Jerónimo Zurita", Centro de Estudios Históricos, El Instituto, 2005

En catalan :
- Història de Catalunya, Volume 3, Ferran Soldevila, Editorial Alpha, 1962
- Història dels mossos de̓squadra: la dinastia Veciana i la policia catalana el segle XVIII, Volume 33 de Biblioteca biogràfica catalana, Núria Sales de Bohigas, Coll. Biografica Aedos Series, Aedos, 1962
- General Moragues: pallarès insigne, Lluís Pujal i Carrera, Biblioteca: Iskra universitària, Editorial Aedos, 1979
- Joaquim Alberada, L'aixecament dels Carrasclets contra Felip V, in Moviments de protesta i resistència a la fi de l'Antic Règim, PAM, Barcelone, 1997
- Moviments de protesta i resistència a la fi de l'Antic Règim, Volume 27 de Biblioteca Milà i Fontanals, Ramon Arnabat i Mata, Publicacions de l'Abadia de Montserrat, 1997
- Felip V i l'opinió dels catalans, Rosa María Alabrús Iglesias, Volume 15 de Seminari, Pagès Editors, 2001
- Sàpiens (Descobreix la teva història) No 10: Falset: De reines, presos, pagesos i guerrillers, Jordi Calvet, Sàpiens Publicacions, Barcelone, août 2003
- Sàpiens (Descobreix la teva història) No 26: Els Mossos d'Esquadra no eren la policia catalana, Àlex Milian, Sàpiens Publicacions, Barcelone, décembre 2004
- Pedralbes: Revista d'Historia Moderna, Volumes 25-26, Universidad de Barcelona, Departamento de Historia Moderna, Facultat de Geografia i Historia, université de Barcelone, 2005
- Sàpiens (Descobreix la teva història) No 67: La nova Barcelona: La ciutat dels exiliats del 1714, Agustí Alcoberro, Sàpiens Publicacions, Barcelone, mai 2008

En allemand :
- Östreichische militärische Zeitschrift, Volume 3, Gedruckt bei Unton Strauss, 1837
- Streffleurs militärische Zeitschrift, numéros 10 à 12, L.W. Seidel, 1837
- Feldzüge des Prinzen Eugen von Savoyen: nach den Feldacten und anderen authentischen Quellen, Austrian-Hungarian Monarchy. Kriegsarchiv, Verlag des K.K. Generalstabes, in Commission bei C. Gerolds̓ Sohn, 1891
- Orts-, namen- und sach-register nebst einem verzeichnisse der benutzten quellen sowie der graphischen beilagen, Alfons Wrede (freiherr von.), Feldzüge des prinzen Eugen von Savoyen. Register, Austria Kriegsarchiv, K. und K. Generalstab, 1892
- Öesterreichischer erbfolge-krieg, 1740-1748, Volume 1 Partie 2, Archives de la guerre Austro-Hongroises, Kriegsarchiv, L. W. Seidel & Sohn, 1896
- Österreichische militärische Zeitschrift, Volumes 3 à 4, Volume 38, Kaiserl. Königl. Hof- und Staatsdruckerei, 1897
- Das Königreich Neapel unter Kaiser Karl VI, Eine Darstellung auf Grund bisher unbekannter Dokumente aus den österreichischen Archiven, Heinrich Benedikt, Manz, 1927

En italien :
- Guerra per la successione di Polonia, 1733-35: capgane 1733e 34, Raimund Gerba, Campagne del principe Eugenio di Savoia, Austria Kriegsarchiv, Edizione dell'I. e R. Stato maggiore generale, 1901